# 1932
| [ Edytuj tabelę ]                                                | |
| Prezydent Polski                                                 | - 1926 Ignacy Mościcki 1939 |
| Premier Polski                                                   | - 1931 Aleksander Prystor 1933 |
| Król Afganistanu                                                 | - 1929 Mohammad Nader Szah 1933 |
| Premier Afganistanu                                              | - 1929 Mohammad Haszim Chan 1946 |
| Król Albanii                                                     | - 1928 Ahmed Zogu 1939 |
| Premier Albanii                                                  | - 1930 Pandeli Evangjeli 1935 |
| Współksiążęta Andory                                             | - 1920 Justí Guitart i Vilardebó 1940 - 1931 Paul Doumer 1932 - 1932 Albert Lebrun 1940                                                                                           |
| Król Arabii Saudyjskiej                                          | - 1932 Abd al-Aziz ibn Su’ud 1953 |
| Prezydent Argentyny                                              | - 1930 gen. José Félix Uriburu 1932 - 1932 gen. Agustín Pedro Justo 1938 |
| Premier Australii                                                | - 1929 James Scullin 1932 - 1932 Joseph Lyons 1939 |
| Prezydent Austrii                                                | - 1928 Wilhelm Miklas 1938 |
| Kanclerz Austrii                                                 | - 1931 Karl Buresch 1932 - 1932 Engelbert Dollfuß 1934 |
| Król Belgów                                                      | - 1909 Albert I 1934 |
| Premier Belgii                                                   | - 1931 Jules Renkin 1932 - 1932 Charles de Broqueville 1934 |
| Król Bhutanu                                                     | - 1926 Jigme Wangchuck 1952 |
| Prezydent Boliwii                                                | - 1931 Daniel Domingo Salamanca 1934 |
| Prezydent Brazylii                                               | - 1930 Getúlio Vargas 1945 |
| Sułtan Brunei                                                    | - 1924 Ahmad Tajuddin 1950 |
| Car Bułgarii                                                     | - 1918 Borys III 1943 |
| Premier Bułgarii                                                 | - 1931 Nikoła Muszanow 1934 |
| Prezydent Chile                                                  | - 1931 Juan Esteban Montero 1932 - 1932 Arturo Puga 1932 - 1932 Carlos Davila 1932 - 1932 Bartolome Blanche 1932 - 1932 Abraham Oyanedel 1932 - 1932 Arturo Alessandri Palma 1938 |
| Prezydent Chin                                                   | - 1931 Lin Sen 1943 |
| Prezydent Czechosłowacji                                         | - 1918 Tomáš Masaryk 1935 |
| Premier Czechosłowacji                                           | - 1929 František Udržal 1932 - 1932 Jan Malypetr 1935 |
| Król Danii                                                       | - 1912 Chrystian X 1947 |
| Premier Danii                                                    | - 1929 Thorvald Stauning 1942 |
| Dalajlama                                                        | - 1878 Thubten Gjaco 1933 |
| Prezydent Dominikany                                             | - 1930 Rafael Trujillo 1938 |
| Władca Egiptu                                                    | - 1917 Fu’ad I 1936 |
| Premier Egiptu                                                   | - 1930 Isma’il Sidki 1933 |
| Prezydent Ekwadoru                                               | - 1931 Alfredo Baquerizo 1932 - 1932 Alberto Guerrero Martinez 1932 - 1932 Juan de Dios Martinez 1933                                                                             |
| Premier Estonii                                                  | - 1931 Konstantin Päts 1932 - 1932 Jaan Teemant 1932 - 1932 Kaarel Eenpalu 1932 - 1932 Konstantin Päts 1933                                                                       |
| Cesarz Etiopii                                                   | - 1930 Hajle Syllasje 1936 |
| Premier Etiopii                                                  | - 1927 Ras Tafari Makonnen 1936 |
| Prezydent Finlandii                                              | - 1931 Pehr Evind Svinhufvud 1937 |
| Premier Finlandii                                                | - 1931 Juho Sunila 1932 - 1932 Toivo Mikael Kivimäki 1936 |
| Prezydent Francji                                                | - 1931 Paul Doumer 1932 - 1932 Albert Lebrun 1940 |
| Premier Francji                                                  | - 1931 Pierre Laval 1932 - 1932 André Tardieu 1932 - 1932 Édouard Herriot 1932 - 1932 Joseph Paul-Boncour 1933                                                                    |
| Prezydent Senatu Wolnego Miasta Gdańska                          | - 1931 Ernst Ziehm 1933 |
| Prezydent Grecji                                                 | - 1929 Aleksandros Zaimis 1935 |
| Prezydent Gwatemali                                              | - 1931 Jorge Ubico 1944 |
| Prezydent Haiti                                                  | - 1930 Sténio Vincent 1941 |
| Prezydent Hiszpanii                                              | - 1931 Niceto Alcalá-Zamora 1936 |
| Premier Hiszpanii                                                | - 1931 Manuel Azaña 1933 |
| Król Holandii                                                    | - 1890 Wilhelmina 1948 |
| Premier Holandii                                                 | - 1929 Charles Ruijs de Beerenbrouck 1933 |
| Prezydent Hondurasu                                              | - 1929 Vicente Mejía Colindres 1933 |
| Szach Iranu                                                      | - 1925 Reza Szah Pahlawi 1941 |
| Premier Iranu                                                    | - 1927 Mehdi Gholi Hedajat 1933 |
| Władca Indii                                                     | - 1910 Jerzy V 1936 |
| Król Irlandii                                                    | - 1910 Jerzy V 1936 |
| Premier Irlandii                                                 | - 1922 William Thomas Cosgrave 1932 - 1932 Éamon de Valera 1948 |
| Cesarz Japonii                                                   | - 1926 Hirohito 1989 |
| Premier Japonii                                                  | - 1931 Tsuyoshi Inukai 1932 - 1932 Makoto Saitō 1934 |
| Król Jugosławii                                                  | - 1929 Aleksander I 1934 |
| Premier Jugosławii                                               | - 1929 Petar Živković 1932 - 1932 Vojislav Marinković 1932 - 1932 Milan Srškić 1934                                                                                               |
| Premier Kanady                                                   | - 1930 Richard Bedford Bennett 1935 |
| Emir Kataru                                                      | - 1913 Abd Allah ibn Kasim Al Sani 1949 |
| Prezydent Kolumbii                                               | - 1930 Enrique Olaya Herrera 1934 |
| Patriarcha Konstantynopola                                       | - 1929 Focjusz II 1935 |
| Gubernator Korei (okupacja japońska)                             | - 1931 Kazushige Ugaki 1936 |
| Prezydent Kostaryki                                              | - 1928 Cleto González Víquez 1932 - 1932 Ricardo Jiménez Oreamuno 1936 |
| Prezydent Kuby                                                   | - 1925 Gerardo Machado 1933 |
| Prezydent Liberii                                                | - 1930 Edwin Barclay 1944 |
| Książę Liechtensteinu                                            | - 1929 Franciszek I 1938 |
| Premier Liechtensteinu                                           | - 1928 Josef Hoop 1945 |
| Prezydent Litwy                                                  | - 1926 Antanas Smetona 1940 |
| Premier Litwy                                                    | - 1929 Juozas Tūbelis 1938 |
| Wielki książę Luksemburga                                        | - 1919 Szarlotta 1964 |
| Premier Luksemburga                                              | - 1926 Joseph Bech 1937 |
| Prezydent Łotwy                                                  | - 1930 Alberts Kviesis 1936 |
| Premier Łotwy                                                    | - 1931 Marģers Skujenieks 1933 |
| Premier Malty                                                    | - 1927 Gerald Strickland 1932 - 1932 Ugo Pasquale Mifsud 1933 |
| Sułtan Maroka                                                    | - 1927 Muhammad V 1953 |
| Prezydent Meksyku                                                | - 1930 Pascual Ortiz Rubio 1932 - 1932 Abelardo L. Rodríguez 1934 |
| Książę Monako                                                    | - 1922 Ludwik II 1949 |
| Minister stanu Monako                                            | - 1923 Maurice Piette 1932 - 1932 Henry Mauran (p.o.) 1932 - 1932 Maurice Bouilloux-Lafont 1937                                                                                   |
| Przewodniczący Prezydium Małego Churału Państwowego Mongolii     | - 1930 Losolyn Laagan 1932 - 1932 Anandyn Amar 1936 |
| Premier Mongolii                                                 | - 1930 Cengeltijn Dżigdżiddżaw 1932 - 1932 Peldżidijn Genden 1936 |
| Król Nepalu                                                      | - 1911 Tribhuvan 1950 |
| Premier Nepalu                                                   | - 1929 Bhim Shumsher Jung Bahadur Rana 1932 - 1932 Juddha Shumsher Jang Bahadur Rana 1945                                                                                         |
| Prezydent Niemiec                                                | - 1925 Paul von Hindenburg 1934 |
| Kanclerz Niemiec                                                 | - 1930 Heinrich Brüning 1932 - 1932 Franz von Papen 1932 - 1932 Kurt von Schleicher 1933                                                                                          |
| Prezydent Nikaragui                                              | - 1929 José María Moncada 1933 |
| Król Norwegii                                                    | - 1905 Haakon VII 1957 |
| Premier Norwegii                                                 | - 1931 Peder Kolstad 1932 - 1932 Jens Hundseid 1933 |
| Premier Nowej Zelandii                                           | - 1930 George Forbes 1935 |
| Sułtan Omanu                                                     | - 1913 Tajmur ibn Fajsal 1932 - 1932 Sa’id ibn Tajmur 1970 |
| Prezydent Panamy                                                 | - 1931 Ricardo Joaquín Alfaro Jované 1932 - 1932 Harmodio Arias Madrid 1936 |
| Papież                                                           | - 1922 Pius XI 1939 |
| Prezydent Paragwaju                                              | - 1931 Emiliano González Navero 1932 - 1932 José Patricio Guggiari 1932 - 1932 Eusebio Ayala 1936                                                                                 |
| Prezydent Peru                                                   | - 1931 Luis Miguel Sánchez Cerro 1933 |
| Premier Południowej Afryki                                       | - 1924 Barry Hertzog 1939 |
| Prezydent Portugalii                                             | - 1926 António Óscar de Fragoso Carmona 1951 |
| Premier Portugalii                                               | - 1930 Domingos da Costa e Oliveira 1932 - 1932 António de Oliveira Salazar 1968                                                                                                  |
| Król Rumunii                                                     | - 1930 Karol II 1940 |
| Premier Rumunii                                                  | - 1931 Nicolae Iorga 1932 - 1932 Alexandru Vaida-Voievod 1932 - 1932 Iuliu Maniu 1933                                                                                             |
| Prezydent Salwadoru                                              | - 1931 Maximiliano Hernández Martínez 1944 |
| Kapitanowie regenci San Marino                                   | - 1931 Domenico Suzzi Valli Marino Morri 1932 - 1932 Giuliano Gozi Pompeo Righi 1932 - 1932 Gino Gozi Ruggero Morri 1933                                                          |
| Sekretarz Stanu do spraw Politycznych i Zagranicznych San Marino | - 1918 Giuliano Gozi 1943 |
| Prezydent Syrii                                                  | - 1931 Léon Solomiac (p.o.) 1932 - 1932 Muhammad Ali al-Abid 1936 |
| Premier Syrii                                                    | - 1932 Hakki al-Azm 1934 |
| Prezydent Szwajcarii                                             | - 1932 Giuseppe Motta 1932 |
| Król Szwecji                                                     | - 1907 Gustaw V 1950 |
| Premier Szwecji                                                  | - 1930 Carl Gustaf Ekman 1932 - 1932 Felix Hamrin 1932 - 1932 Per Albin Hansson 1936                                                                                              |
| Król Tajlandii                                                   | - 1925 Prajadhipok 1935 |
| Premier Tajlandii                                                | - 1932 Phraya Manopakornnitithada 1933 |
| Król Tonga                                                       | - 1918 Salote Tupou III 1965 |
| Premier Tonga                                                    | - 1923 Viliami Tungī Mailefihi 1941 |
| Prezydent Turcji                                                 | - 1923 Mustafa Kemal 1938 |
| Premier Turcji                                                   | - 1925 İsmet İnönü 1937 |
| Prezydent Urugwaju                                               | - 1931 Gabriel Terra 1938 |
| Prezydent USA                                                    | - 1929 Herbert Hoover 1933 |
| Prezydent Wenezueli                                              | - 1931 Juan Vicente Gómez 1935 |
| Regent Królestwa Węgier                                          | - 1920 Miklós Horthy 1944 |
| Premier Węgier                                                   | - 1931 Gyula Károlyi 1932 - 1932 Gyula Gömbös 1936 |
| Monarcha Wielkiej Brytanii                                       | - 1910 Jerzy V 1936 |
| Premier Wielkiej Brytanii                                        | - 1929 Ramsay MacDonald 1935 |
| Cesarz Wietnamu                                                  | - 1926 Bảo Đại 1945 |
| Król Włoch                                                       | - 1900 Wiktor Emanuel III 1946 |
| Premier Włoch                                                    | - 1922 Benito Mussolini 1943 |
| Przywódca ZSRR                                                   | - 1924 Józef Stalin 1953 |
| Premier ZSRR                                                     | - 1930 Wiaczesław Mołotow 1941 |

Rok 1932 / MCMXXXII
stulecia: XIX wiek ~
XX wiek ~
XXI wiek

dziesięciolecia:
1900–1909 •
1910–1919 •
1920–1929 •
1930–1939
• 1940–1949
• 1950–1959
• 1960–1969

lata: 1922 «
1927 «
1928 «
1929 «
1930 «
1931 «
1932
» 1933
» 1934
» 1935
» 1936
» 1937
» 1942

## Wydarzenia w Polsce
- 8 stycznia – dokonano oblotu samolotu pasażerskiego PZL.4.
- 13 stycznia – ogłoszono wyroki w procesie brzeskim przywódców Centrolewu.
- 15 stycznia – w mieszkaniu przy ul. św. Gertrudy 6 w Krakowie policja zatrzymała 38 uczestniczek komunistycznego zebrania wychowawczyń dzieci i pielęgniarek. Spośród zatrzymanych aresztowano 12 osób.
- 19 stycznia – krakowska policja aresztowała dwóch członków Ligi Zielonej Wstążki, rozrzucających ulotki wzywające do bojkotu sklepów żydowskich.
- 8 lutego – został opatentowany polski pistolet Vis.
- 18 lutego – początek strajku górników Zagłębia Dąbrowskiego i Chrzanowskiego. W starciach z policją zginęło 4 robotników.
- 20 lutego – wszedł do służby okręt podwodny ORP „Żbik”.
- 25 lutego – zostało założone Częstochowskie Towarzystwo Naukowe.
- Luty – strajk górników w Polsce.
- 6 marca – rozpoczął się II Międzynarodowy Konkurs Pianistyczny im. Fryderyka Chopina.
- 11 marca – została wprowadzona reforma szkolnictwa, tzw. reforma jędrzejewiczowska.
- 16 marca – strajk powszechny 300 tys. robotników, zorganizowany przez Komisję Centralną Związków Zawodowych.
- 17 marca:
  - obniżono o 38% zasiłki dla bezrobotnych i skrócono okres ich wypłacania.
  - podczas strajku w Pabianicach w starciach z policją zginęło 5 osób.
- 23 marca – Aleksandr Juninskij z ZSRR został laureatem I nagrody II Międzynarodowego Konkursu Pianistycznego im. Fryderyka Chopina.
- Kwiecień – strajki robotników rolnych w Polsce.
- 3 kwietnia – powstało Narodowe Stronnictwo Pracy.
- 20 kwietnia – weszła w życie Ustawa o prywatnych szkołach oraz zakładach naukowych i wychowawczych.
- 15 maja:
  - w Piotrkowie swe obrady rozpoczął III Zjazd OM TUR.
  - w Pabianicach, Jadwiga Wajs ustanowiła rekord świata w rzucie dyskiem wynikiem 40,345 m.
- 29 maja – został utworzony Instytut Radowy im. Marii Skłodowskiej-Curie, obecnie Narodowy Instytut Onkologii im. Marii Skłodowskiej-Curie – Państwowy Instytut Badawczy.
- 1 czerwca – utworzono Pieniński Park Narodowy.
- 3 czerwca – dokonano oblotu samolotu RWD-6.
- 12 czerwca:
  - w Warszawie, Edward Trojanowski ustanowił rekord Polski w biegu na 200 m wynikiem 22,0 s.
  - w Królewskiej Hucie, Janusz Kusociński ustanowił rekord Polski w biegu na 1500 m wynikiem 3:54,0 s.
- 14 czerwca – doszło do tzw. kryzysu gdańskiego, gdy niszczyciel ORP Wicher wszedł do miejscowego portu, wymuszając prawa port d’attaché dla Polski.
- 18–19 czerwca – XI Mistrzostwa Polski kobiet w lekkiej atletyce. Trzy zwycięstwa Jadwigi Janowskiej: skok wzwyż – 1,43 m; w dal – 5,07 m; 5-bój 3559,71 pkt oraz rekord świata Jadwigi Wajs w rzucie dyskiem wynikiem 42,43 m.
- 21 czerwca – rozpoczyna się bunt chłopski znany jako powstanie leskie.
- 23 czerwca – do służby wszedł kuter patrolowy Straży Granicznej ORP Batory, który jest najstarszym zachowanym polskim okrętem.
- 29 czerwca – Zygmunt Heljasz ustanowił w Poznaniu rekord świata w pchnięciu kulą wynikiem 16,05 m.
- 9 lipca – zostało zdławione powstanie leskie.
- 11 lipca – kodeks Makarewicza: reforma polskiego prawa karnego (m.in. legalizacja kontaktów homoseksualnych).
- 25 lipca – Polska i ZSRR podpisały w Moskwie pakt o nieagresji.
- 31 lipca:
  - Janusz Kusociński zdobył w Los Angeles złoty medal olimpijski w biegu na 10 000 m wynikiem 30:11,4 s.
  - w Gdyni po raz pierwszy obchodzono Święto Morza.
- 7 sierpnia – w Mysłowicach odbyły się pierwsze mistrzostwa Polski w jeździe indywidualnej na żużlu.
- 10 sierpnia – podniesienie bandery na niszczycielu ORP Burza.
- 11 sierpnia – utworzono Białowieski Park Narodowy, znany m.in. z największej na świecie populacji żubra na wolności.
- 17 sierpnia – otwarto Port lotniczy Wilno-Porubanek.
- 28 sierpnia – zwycięstwo polskich pilotów Franciszka Żwirko i Stanisława Wigury (Międzynarodowe Zawody Samolotów Turystycznych).
- 1 września – wszedł w życie nowy kodeks karny.
- 2 września – wybuchł strajk powszechny w przemyśle naftowym.
- 5 września – została uruchomiona Elektrociepłownia Kalisz-Piwonice.
- 11 września – w wypadku lotniczym zginęli piloci: Franciszek Żwirko i Stanisław Wigura.
- 21 września – podpisano umowę licencyjną z Fiatem na produkcję w kraju Fiata 508.
- 25 września – zostało wydane rozporządzenie Prezydenta Rzeczypospolitej o wykonywaniu praktyki lekarskiej, które wprowadziło wymóg, aby konieczność medyczna usunięcia ciąży była potwierdzona przez dwóch lekarzy innych niż przeprowadzający zabieg, a podejrzenie, że do poczęcia doszło wskutek przestępstwa zostało stwierdzone odpowiednim zaświadczeniem prokuratora.
- Październik – początek strajków chłopskich w Polsce.
- 18 października – sprinterka Stanisława Walasiewicz ustanowiła w Warszawie rekord Polski w biegu na 800 m, wynikiem 2:24,0 s.
- 2 listopada – Józef Beck został ministrem spraw zagranicznych w rządzie Aleksandra Prystora.
- 10 listopada – powołano Archiwum Państwowe w Katowicach.
- 12 listopada – początek rozruchów antyżydowskich we Lwowie.
- 11 listopada – odsłonięto pomnik Lotnika w Warszawie.
- 26 listopada – założono klub hokejowy Podhale Nowy Targ.
- 27 listopada – we Lwowie rozpoczęła się kolejna odsłona rozruchów antyżydowskich.

- Warszawski Klub Narciarzy wybudował duże schronisko na Polanie Chochołowskiej.
- Krościenko nad Dunajcem utraciło prawa miejskie z powodu spadku liczby mieszkańców.
- Odbyła się pierwsza pielgrzymka studentów na Jasną Górę, w 550. rocznicę obecności obrazu Czarnej Madonny w Polsce[1].

## Wydarzenia na świecie
- 1 stycznia – Poczta Stanów Zjednoczonych wydała serię 12 znaczków dla upamiętnienia dwusetnej rocznicy urodzin George’a Washingtona.
- 3 stycznia – Brytyjczycy aresztowali i internowali Mahatmę Gandhiego i Vallabhbhaia Patela, zdelegalizowano również ich partię – Kongres Narodowy.
- 6 stycznia – Joseph Lyons został premierem Australii.
- 7 stycznia – rząd amerykański, w odpowiedzi na japońską inwazję na Mandżurię, ogłosił doktrynę Stimsona (ang. Stimson Doctrine). Doktryna ta głosiła, że Stany Zjednoczone nie uznają zmian terytorialnych w relacjach międzynarodowych, które zostały wymuszone zbrojnie.
- 8 stycznia – w Wielkiej Brytanii arcybiskup Canterbury zakazał wyznawcom kościoła anglikańskiego, którzy byli rozwiedzeni, ponownego małżeństwa.
- 12 stycznia – Hattie Caraway stała się pierwszą kobietą wybraną do Senatu Stanów Zjednoczonych.
- 14 stycznia – debiut koncertu fortepianowego G-dur francuskiego kompozytora Maurice’a Ravela. Orkiestrą „Lamoureux Orchestra” dyrygował sam Ravel, a solistką koncertu była Marguerite Long.
- 15 stycznia – w Niemczech bezrobocie osiągnęło poziom około 6 milionów osób.
- 21 stycznia – w Helsinkach podpisano fińsko-radziecki pakt o nieagresji.
- 22 stycznia – w Salwadorze wybuchło powstanie przeciwko dyktaturze gen. Maximiliano Martíneza.
- 24 stycznia:
  - rząd hiszpański uchwalił rozwiązanie Towarzystwa Jezusowego i konfiskatę jego mienia.
  - otwarto Stadio Renzo Barbera w Palermo.
- 26 stycznia – brytyjski okręt podwodny HMS M2 zatonął, śmierć poniosło 60 marynarzy. HMS M2 był dostosowany do transportu wodnosamolotów.
- 28 stycznia – japońskie siły zbrojne wkroczyły do Szanghaju, pod pretekstem stłumienia powstania antyjapońskiego.
- 29 stycznia – powstanie mniejszościowego rządu Karla Burescha w Austrii kończy kryzys rządowy w tym kraju.
- 30 stycznia – ukazała się powieść autorstwa Aldousa Huxleya Nowy wspaniały świat.
- 31 stycznia – japońskie okręty przybyły do Nankinu.
- 2 lutego:
  - rozpoczęła się ogólna konwencja rozbrojeniowa w Genewie.
  - Liga Narodów ponownie zaleca negocjacje między Japonią i Chinami.
  - agencja rządu USA pod nazwą Korporacja Odbudowy Finansów (ang. Reconstruction Finance Corporation) rozpoczyna operację w Waszyngtonie.
- 4 lutego:
  - rozpoczęły się Zimowe Igrzyska Olimpijskie w Lake Placid w stanie Nowy Jork.
  - japońskie wojska wkraczają do chińskiego miasta Harbin.
- 11 lutego – w Watykanie papież Pius XI spotkał się z Benito Mussolinim.
- 15 lutego – pierwszy odcinek słuchowiska „Clara, Lu & Em”, uważanego za pierwowzór opery mydlanej, został wyemitowany przez stację radiową NBC.
- 18 lutego – Japonia proklamowała powstanie państwa Mandżukuo niezależnego od Chin, a powstałego na okupowanych przez nią obszarach Mandżurii, w północno-wschodnich Chinach.
- 20 lutego – André Tardieu został po raz trzeci premierem Francji.
- 23 lutego – w wiosce Olănești w Mołdawskiej SRR zastrzelono 40 „kułaków”, co odbiło się szerokim echem w prasie europejskiej.
- 25 lutego – Adolf Hitler otrzymał niemieckie obywatelstwo przez naturalizację, co umożliwiło mu ubieganie się w wyborach o stanowisko kanclerza Niemiec.
- 27 lutego:
  - doszło do nieudanej próby obalenia rządu w Finlandii (fiń. Mäntsälän kapina).
  - John Chadwick ogłosił na łamach tygodnika Nature odkrycie neutronu.
- 1 marca:
  - z domu w pobliżu miejscowości Hopewell w stanie New Jersey, zostało porwane niemowlę – syn Charlesa Lindbergha.
  - Puyi zostaje mianowany prezydentem, zależnego od Japonii, Cesarstwa Mandżukuo.
- 3 marca – wycofaniem wojsk chińskich zakończyły się chińsko-japońskie walki o miasto wywołane przez tzw. incydent szanghajski z 28 stycznia.
- 7 marca – w Dearborn w stanie Michigan policja otworzyła ogień do 3000 bezrobotnych, protestujących przed fabryką Forda (ang. River Rouge Plant) – cztery osoby zostały zabite.
- 9 marca – Éamon de Valera został wybrany na Prezydenta Rady Wykonawczej (ang. President of the Executive Council) w Wolnym Państwie Irlandzkim. Była to pierwsza zmiana w rządzie od 10 lat.
- 13 marca – w ostatnich powszechnych wyborach prezydenta Niemiec Paul von Hindenburg uzyskał ponad 7 milionów głosów więcej niż Adolf Hitler; rozstrzygająca 2 tura głosowania odbyła się 10 kwietnia.
- 18 marca:
  - rozpoczęły się pokojowe negocjacje pomiędzy Chinami i Japonią.
  - założono klub piłkarski Real Saragossa.
- 19 marca – został otwarty most w Sydney nad zatoką Port Jackson – Sydney Harbour Bridge.
- 20 marca – sterowiec Graf Zeppelin rozpoczął regularne rejsy do Ameryki Południowej.
- 25 marca – premiera filmu Człowiek-małpa z olimpijskim medalistą Johnnym Weissmullerem w roli głównej – pierwszy film o Tarzanie.
- 28 marca – w Tel Awiwie rozpoczęła się I Olimpiada Machabejska (międzynarodowe igrzyska żydowskie).
- 5 kwietnia – po przeprowadzonym referendum, przepisy o prohibicji przestały obowiązywać w Finlandii.
- 6 kwietnia:
  - prezydent USA Herbert Hoover wypowiedział się za ograniczeniem zbrojeń.
  - w Berlinie rozpoczął się proces Otto Wackera – oszusta handlującego dziełami sztuki.
- 10 kwietnia:
  - wybory prezydenckie w Niemczech: Paul von Hindenburg został wybrany ponownie prezydentem Niemiec, pokonując w II turze Adolfa Hitlera.
  - w Moskwie podpisano polsko-radziecką umowę „O stosunkach prawnych na granicy państwowej”.
- 12 kwietnia – premiera filmu Ludzie z hotelu.
- 14 kwietnia – John Cockcroft i Ernest Walton dokonali reakcji jądrowej przyspieszonymi (w specjalnie zbudowanym akceleratorze) cząstkami – protonami.
- 17 kwietnia – w Etiopii cesarz Hajle Syllasje ogłosił prawo zabraniające niewolnictwa.
- 23 kwietnia – w ZSRR rozwiązano Proletkult.
- 2 maja – po raz pierwszy w amerykańskim radiu został wyemitowany program Jacka Benny’ego.
- 4 maja – skazany na 11 lat pozbawienia wolności za oszustwa podatkowe Al Capone został przewieziony do ciężkiego więzienia federalnego w Atlancie.
- 6 maja – w Paryżu Paul Gorguloff postrzelił francuskiego prezydenta Paula Doumera, który zmarł następnego dnia.
- 10 maja:
  - Albert Lebrun zostaje wybrany prezydentem Francji.
  - pieśń Het Wilhelmus została ustanowiona hymnem Holandii.
- 12 maja – po 10 tygodniach od uprowadzenia, kilka kilometrów od domu, odnaleziono ciało syna Charlesa Lindbergha.
- 14 maja – w Londynie oddano do użytku Broadcasting House, główną siedzibę BBC.
- 15 maja:
  - w ZSRR Stalin ogłosił plan partyjnej i państwowej polityki religijnej. Zgodnie z nim do dnia 1 maja 1937 r. na całym terytorium ZSRR nie powinien pozostać ani jeden dom modlitewny i samo pojęcie Boga winno zostać przekreślone jako przeżytek średniowiecza, jako instrument ucisku mas pracowniczych.
  - japońskie wojska opuściły Szanghaj.
  - premier Japonii Tsuyoshi Inukai zginął w zamachu zorganizowanym przez oficerów Japońskiej Cesarskiej Marynarki Wojennej.
- 16 maja:
  - w Bombaju doszło do zamieszek pomiędzy wyznawcami hinduizmu i muzułmanami. W starciach tych zginęło i odniosło rany tysiące osób.
  - u wybrzeży Jemenu zatonął francuski statek pasażerski MS „Georges Philippar”. Zginęły 54 spośród 865 osób na pokładzie.
- 20 maja – Engelbert Dollfuß został kanclerzem Austrii.
- 20–21 maja – Amelia Earhart przeleciała z USA do Derry w Irlandii Północnej w 14 godzin i 54 minuty.
- 21 maja – trzęsienie ziemi zniszczyło miasto Zacatecoluca w Salwadorze.
- 24 maja – niemiecki astronom Karl Wilhelm Reinmuth odkrył planetoidę (1862) Apollo, potencjalnie zagrażającą Ziemi.
- 26 maja – Aleksandros Papanastasiu został po raz drugi premierem Grecji.
- 28 maja – zakończono budowę tamy Afsluitdijk w Holandii, wskutek czego dawna morska zatoka Zuiderzee została przekształcona w słodkowodne jezioro IJsselmeer.
- 29 maja – około 15 tys. weteranów I wojny światowej zorganizowało zlot w Waszyngtonie, domagając się natychmiastowego wypłacenia wojskowej bonifikaty (ang. Bonus Army).
- 30 maja – niemiecki kanclerz Heinrich Brüning podał się do dymisji. Prezydent Hindenburg zaproponował Franzowi von Papenowi objęcie tego stanowiska.
- 1 czerwca – Franz von Papen został kanclerzem Niemiec.
- 3 czerwca:
  - Édouard Herriot został po raz trzeci premierem Francji.
  - Ásgeir Ásgeirsson został premierem Islandii.
- 4 czerwca – doszło do wojskowego puczu w Chile.
- 5 czerwca:
  - Harmodio Arias Madrid został po raz drugi prezydentem Panamy.
  - w Finlandii utworzono faszystowskie i nacjonalistyczne ugrupowanie polityczne Patriotyczny Ruch Ludowy (IKL).
  - w Haarlemie Holenderka Tollien Schuurman(inne języki) ustanowiła rekord świata w biegu na 100 m wynikiem 11,9 s.
- 6 czerwca:
  - Alexandru Vaida-Voievod został po raz drugi premierem Rumunii.
  - w USA ustanowiono „Akt Przychodu” (ang. The Revenue Act of 1932), był to pierwszy federalny podatek nałożony na paliwo do samochodów (1 cent na każdy galon paliwa).
- 14 czerwca – w Niemczech został cofnięty zakaz działalności oddziałów szturmowych NSDAP – SA i SS.
- 15 czerwca – wybuch wojny pomiędzy Boliwią a Paragwajem.
- 16 czerwca:
  - Carlos Dávila(inne języki) został prezydentem Chile.
  - w Lozannie rozpoczęła się konferencja międzynarodowa w sprawie definitywnego rozwiązania kwestii spłat niemieckich reparacji wojennych na podstawie tzw. planu Younga.
- 19 czerwca – w Helsinkach, Fin Lauri Lehtinen ustanowił rekord świata w biegu na 5000 m wynikiem 14.17,0 s.
- 20 czerwca – rozpoczęły się negocjacje w sprawie unii celnej Belgii, Holandii i Luksemburga (Benelux).
- 24 czerwca – po relatywnie bezkrwawym wojskowym puczu Syjam stał się monarchią konstytucyjną.
- 5 lipca – António de Oliveira Salazar został faszystowskim premierem Portugalii (funkcję tę pełnił przez następne 36 lat).
- 7 lipca – francuski okręt podwodny „Sromethee” zatonął w pobliżu Cherbourga, 66 osób straciło życie.
- 8 lipca – indeks akcji Dow Jones Industrial Average osiągnął najniższy poziom w czasie wielkiego kryzysu, spadł do wartości 41,22.
- 9 lipca – Szwajcaria darowała dług wojenny Republice Weimarskiej.
- 12 lipca:
  - Norwegia zaanektowała północną Grenlandię.
  - w Ankarze założono Instytut Języka Tureckiego.
- 17 lipca – Krwawa niedziela Altońska: w Niemczech w Altonie doszło do zamieszek, uzbrojeni bojówkarze komunistyczni zaatakowali bojówki NSDAP należące do organizacji S.A. W starciach zginęło 18 osób.
- 25 lipca – w Moskwie zawarto pakt o nieagresji między Polską a ZSRR.
- 28 lipca – prezydent Herbert Hoover wydał armii rozkaz użycia siły przeciwko weteranom I wojny światowej, domagającym się zapłaty (ang. Bonus Army). Do następnego dnia oddziały Armii Amerykańskiej rozproszyły weteranów w Waszyngtonie.
- 30 lipca:
  - rozpoczęły się Letnie Igrzyska Olimpijskie w Los Angeles.
  - w Los Angeles odbyła się premiera filmu Walta Disneya pod tytułem Kwiaty i drzewa (ang. Flowers and Trees) – pierwszego kolorowego (Technicolor) filmu animowanego.
- 31 lipca – wybory do Reichstagu wygrała NSDAP, zdobywając 37,7% głosów.
- Sierpień – początek buntu farmerów na środkowym zachodzie w USA.
- 1 sierpnia:
  - w Los Angeles, Amerykanin Glenn Hardin ustanowił rekord świata w biegu na 400 m ppł. wynikiem 51,9 s.
  - po raz drugi był obchodzony Międzynarodowy Rok Polarny, rozpoczęła się międzynarodowa współpraca naukowców na temat regionów polarnych Ziemi.
- 2 sierpnia:
  - po raz pierwszy został zaobserwowany pozyton, dokonał tego Carl David Anderson.
  - w Los Angeles, Brytyjczyk Tommy Hampson ustanowił rekord świata w biegu na 800 m wynikiem 1.49,8 s.
- 4 sierpnia – w Los Angeles, Amerykanka Mildred Didrikson ustanowiła rekord świata w biegu płotkarskim na 80 m wynikiem 11,7 s.
- 5 sierpnia – w Los Angeles, Amerykanin Bill Carr ustanowił rekord świata w biegu na 400 m wynikiem 46,2 s.
- 6 sierpnia – po raz pierwszy odbył się Festiwal Filmowy w Wenecji, wbrew pozorom nie odbywa się w Wenecji, tylko na wyspie Lido.
- 10 sierpnia – meteoryt (chondryt) o masie około 5,1 kilograma rozpadł się na co najmniej 7 części, uderzył w ziemię w pobliżu miasta Archie w stanie Missouri w USA.
- 18 sierpnia:
  - balonem August Piccard osiągnął rekordową wysokość 16 197 metrów, dokonując w czasie lotu pomiarów dotyczących atmosfery i promieniowania kosmicznego.
  - pierwszy samotny przelot nad Atlantykiem w trudniejszym kierunku zachodnim, dokonany przez szkockiego pilota Jima Mollisona na lekkim samolocie sportowym de Havilland Puss Moth.
- 22 sierpnia – BBC rozpoczęła eksperymentalną emisję programu telewizyjnego.
- 28 sierpnia – w Berlinie Franciszek Żwirko i Stanisław Wigura wygrali międzynarodowe zawody lotnicze Challenge.
- 30 sierpnia – Hermann Göring został wybrany przewodniczącym parlamentu Republiki Weimarskiej – Reichstagu.
- 31 sierpnia – całkowite zaćmienie Słońca było widoczne w północnej Kanadzie, a w USA w stanach: Vermont, New Hampshire, Maine i na półwyspie Cape Cod w stanie Massachusetts.
- 6 września – w Hiszpanii zniesiono kary śmierci i dożywotniego pozbawienia wolności.
- 9 września – w ramach II Republiki Hiszpańskiej został przywrócony „Generalitat”, samorząd kataloński, a od 25 września Katalonia uzyskała autonomię polityczną.
- 11 września:
  - lecąc na miting lotniczy do Pragi, Franciszek Żwirko wraz ze Stanisławem Wigurą zginęli w katastrofie w lesie pod Cierlickiem Górnym koło Cieszyna na Śląsku Cieszyńskim, na terenie Czech na skutek oderwania się skrzydła samolotu RWD-6 podczas burzy.
  - wystartowała najwyższa francuska liga piłkarska Ligue 1.
- 16 września – premiera filmu Blond Venus z Marlene Dietrich w roli głównej.
- 20 września – Mahatma Gandhi rozpoczął strajk głodowy w więzieniu w Pune.
- 23 września – została założona przez króla Abd al-Aziz ibn Sauda współczesna Arabia Saudyjska.
- 27 września – włoski transatlantyk SS „Rex” rozpoczął swój pierwszy rejs.
- 1 października – na wodach Kattegatu zatonął polski statek SS Niemen.
- 3 października – brytyjskie terytorium mandatowe w Mezopotamii uzyskało formalną niepodległość jako Królestwo Iraku.
- 15 października – linie lotnicze „Tata Airlines”, później przemianowane na Air India, dokonały pierwszego lotu.
- 19 października – książę Szwecji Gustaw Adolf poślubił swoją kuzynkę Sybillę Calmę Marię Alice Bathildis Feodora Prinzessin von Sachsen-Coburg-Gotha.
- 29 października – zwodowano statek pasażerski SS Normandie.
- 1 listopada:
  - gmach opery w San Francisco został oddany do użytku (ang. War Memorial Opera House).
  - Eva Braun usiłowała popełnić samobójstwo, strzelając sobie w szyję.
- 6 listopada – NSDAP wygrała przedterminowe wybory parlamentarne w Niemczech.
- 8 listopada – Franklin Delano Roosevelt wygrał wybory prezydenckie w USA.
- 9 listopada:
  - w Szwajcarii doszło do starć pomiędzy konserwatystami i socjalistami, 13 osób straciło życie, a 60 zostało rannych.
  - huragan, który przeszedł przez miejscowość Santa Cruz del Sur na Kubie, zabił 2500 osób – była to największa klęska żywiołowa w historii Kuby.
- 16 listopada – w Nowym Jorku teatr pod nazwą „Palace Theatre” został przerobiony na kino. Data ta jest uważana za koniec opoki wodewilu w przemyśle rozrywkowym i przełom w kulturze masowej w USA.
- 18 listopada – odbyła się 5. ceremonia wręczenia Oscarów.
- 19 listopada – druga żona Józefa Stalina została odnaleziona martwa w swym domu.
- 21 listopada:
  - niemiecki prezydent Paul von Hindenburg rozpoczął rozmowy z Hitlerem w sprawie utworzenia nowego rządu.
  - w Finlandii zdelegalizowano skrajnie prawicowy Ruch Lapua.
- 24 listopada – w Waszyngtonie w ramach organizacyjnych FBI zostało otwarte naukowe laboratorium do wykrywania przestępstw (ang. Scientific Crime Detection Laboratory).
- 29 listopada – Francja i ZSRR zawarły pakt o nieagresji.
- 3 grudnia – Hindenburg powołał Kurta von Schleichera na stanowisko kanclerza Niemiec (rząd Kurta von Schleichera).
- 10 grudnia – Tajlandia została monarchią konstytucyjną.
- 11 grudnia – na sesji Ligi Narodów ogłoszono wspólną (Wielka Brytania, USA i Francja) deklarację o równouprawnieniu Niemiec w rozbudowie sił morskich.
- 12 grudnia – Japonia i ZSRR zreformowały wzajemne stosunki dyplomatyczne.
- 18 grudnia – Joseph Paul-Boncour został premierem Francji.
- 19 grudnia – BBC World Service rozpoczął nadawanie programu jako „BBC Empire Service”, później jako „Overseas Service”.
- 25 grudnia:
  - trzęsienie ziemi w prowincji Gansu w Chinach pozbawiło życia około 70 tys. osób.
  - rozgłośnia BBC nadała pierwszą audycję nagraną wcześniej na taśmie magnetycznej.
- 27 grudnia – na Manhattanie w Nowym Jorku został otwarty Radio City Music Hall.

- Kobiety w Brazylii uzyskały gwarancję prawa wyborczego.
- Pierwsza zapalniczka typu Zippo została wyprodukowana.
- Wynalazek sprężyny o długości równej zero, oparty na prawie Hooke’a zrewolucjonizował budowę sejsmografów i grawimetrów.
- Został przeprowadzony eksperyment (doświadczenie Kennedy’ego-Thorndike’a), który udowodnił, że pomiary czasu, jak i długości są zależne od prędkości, a więc eksperyment ten był w zgodzie z przewidywaniami wynikającymi ze szczególnej teorii względności.
- Genetyk John Haldane opublikował pracę pod tytułem „Przyczyny Ewolucji” (ang. The Causes of Evolution), w której zunifikował prawa Mendla z naukową teorią ewolucji.
- Gerhard Domagk odkrył prontosil – pierwszy doustny antybiotyk, jednak pierwsze publikacje o tym odkryciu ukazały się dopiero w 1935 r.
- Bezrobocie w Stanach Zjednoczonych osiągnęło 33% – 14 milionów osób.

## Urodzili się
- 1 stycznia:
  - Marian Daniluk, polski generał (zm. 2021)
  - Ann-Sofi Pettersson, szwedzka gimnastyczka
  - Wanda Siemaszko, polska aktorka (zm. 2024)
  - Andrzej Wójcik, polski ekonomista, polityk, minister handlu zagranicznego
  - Janusz Żełobowski, polski śpiewak operetkowy (zm. 2016)
  - Jan Żurawski, polski zapaśnik (zm. 2023)
- 2 stycznia:
  - Henryk Olszewski, polski historyk prawa, nauczyciel akademicki (zm. 2021)
  - Bogdan Pawłowski, polski kompozytor
  - Zbysław Szwaj, polski inżynier
- 3 stycznia:
  - Dabney Coleman, amerykański aktor (zm. 2024)
  - Eeles Landström, fiński lekkoatleta (zm. 2022)
- 4 stycznia:
  - Aino Autio, fińska lekkoatletka, sprinterka (zm. 2022)
  - John Emery, kanadyjski bobsleista (zm. 2022)
  - Carlos Saura, hiszpański reżyser (zm. 2023)
  - Paul Virilio, francuski teoretyk kultury (zm. 2018)
- 5 stycznia:
  - Umberto Eco, włoski pisarz i filozof (zm. 2016)
  - Raisa Gorbaczowa, rosyjska socjolog, działaczka społeczna, pierwsza dama ZSRR, żona Michaiła Gorbaczowa (zm. 1999)
  - Frank Layden, amerykański trener akademicki (zm. 2025)
  - Ryszard Sosnowski, polski fizyk doświadczalny (zm. 2023)
- 6 stycznia – José Saraiva Martins, portugalski duchowny katolicki, kardynał
- 7 stycznia:
  - Henryk Bardijewski, polski pisarz, satyryk, autor sztuk scenicznych, słuchowisk radiowych i tekstów kabaretowych (zm. 2020)
  - Max Gallo, francuski historyk, pisarz, polityk (zm. 2017)
  - Tormod Knutsen, norweski kombinator norweski (zm. 2021)
  - Hans Rudolf Spillmann, szwajcarski strzelec sportowy (zm. 2024)
  - Jan Żylicz, polski fizyk
- 8 stycznia:
  - Ada Biell, polska piosenkarka (zm. 2021)
  - Janusz Kotliński, polski lekkoatleta, płotkarz i sprinter (zm. 2005)
  - Anna Markowa, polska pisarka (zm. 2008)
  - Władlen Wierieszczetin, rosyjski prawnik (zm. 2024)
- 9 stycznia:
  - Elliot Aronson, amerykański psycholog
  - Andrzej Jucewicz, polski dziennikarz sportowy (zm. 2022)
- 11 stycznia – Alfonso Arau, meksykański aktor, reżyser, producent i scenarzysta filmowy
- 12 stycznia – Stanisław Wyszyński, polski aktor (zm. 2012)
- 13 stycznia: 
  - Jon Cypher, amerykański aktor i piosenkarz
  - Joseph Zen Ze-kiun, chiński duchowny katolicki, salezjanin, biskup Hongkongu, kardynał
- 14 stycznia:
  - Tony DeMarco, amerykański bokser (zm. 2021)
  - Luigi Scotti, włoski prawnik
  - Anna Włodarczyk, polska charakteryzatorka filmowa (zm. 2019)
- 15 stycznia:
  - Stanislao Loffreda, włoski franciszkanin, archeolog (zm. 2025)
  - Enrique Raxach, holenderski kompozytor pochodzenia hiszpańskiego
  - Dean Smith, amerykański lekkoatleta, sprinter (zm. 2023)
  - Janina Stoksik, polska historyk i archiwistka
- 16 stycznia:
  - Włodzimierz Bielicki, polski aktor, scenograf teatralny (zm. 2012)
  - Raymond Fellay, szwajcarski narciarz alpejski (zm. 1994)
  - Dian Fossey, amerykańska zoolog-prymatolog (zm. 1985)
  - Tadeusz Poklewski-Koziełł, polski archeolog (zm. 2015)
  - Henryk Wojnarowski, polski dyrygent
- 17 stycznia – Danuta Nagórna, polska aktorka (zm. 2021)
- 18 stycznia:
  - Henryk Landsberg, polski pilot, kapitan lotnictwa cywilnego
  - Robert Anton Wilson, amerykański pisarz, filozof, psycholog, futurolog i okultysta (zm. 2007)
- 19 stycznia:
  - Dino Ferrari, włoski inżynier (zm. 1956)
  - Richard Lester, amerykański reżyser
  - John Nevins, amerykański duchowny katolicki (zm. 2014)
  - Rena Rolska, polska aktorka i piosenkarka (zm. 2024)
- 20 stycznia:
  - Finn Alnæs, norweski pisarz i dziennikarz (zm. 1991)
  - Frank Arok, serbski piłkarz, trener pochodzenia węgierskiego (zm. 2021)
  - Ludwik Miętta-Mikołajewicz, polski koszykarz, trener, działacz sportowy
  - Heberto Padilla, kubański poeta i pisarz (zm. 2000)
- 21 stycznia – Emilie Benes Brzezinski, amerykańska rzeźbiarka (zm. 2022)
- 22 stycznia:
  - Francisco Brines, hiszpański poeta (zm. 2021)
  - Piper Laurie, amerykańska aktorka filmowa i teatralna (zm. 2023)
- 24 stycznia:
  - Bogdan Bartnikowski, polski prozaik, poeta i reportażysta
  - Mirosława Bobrowska, polska nauczycielka, folklorystka, etnochoreografka (zm. 2017)
- 25 stycznia:
  - Jerzy Paweł Czajkowski, polski powstaniec (zm. 2020)
  - Irena Nadolna-Szatyłowska, polska nauczycielka (zm. 2024)
  - Yukio Shimomura, japoński piłkarz
  - Mieczysław Wilczek, polski przedsiębiorca, prawnik (zm. 2014)
- 26 stycznia – Clement Dodd, jamajski producent muzyki reggae (zm. 2004)
- 27 stycznia – Rimma Kazakowa, rosyjska poetka (zm. 2008)
- 28 stycznia:
  - Zbigniew Kiwka, polski poeta, prozaik (zm. 2014)
  - Maria Łabor-Soroka, polska prawnik (zm. 2022)
- 29 stycznia: 
  - André Bertouille, belgijski polityk
  - Kazimierz Działocha, polski prawnik (zm. 2024)
- 30 stycznia:
  - Darrow Hooper, amerykański lekkoatleta, kulomiot (zm. 2018)
  - Stanisław Kucharski, polski lekarz, polityk, senator RP (zm. 2019)
- 1 lutego:
  - Zygmunt Domański, polski radiownik
  - Marian Marek Drozdowski, polski historyk, biografista, varsaviansta, profesor nauk humanistycznych (zm. 2025)
  - John Nott, brytyjski polityk (zm. 2024)
  - Jan Petykiewicz, polski fizyk (zm. 2021)
  - Herman (Swaiko), amerykański duchowny prawosławny, metropolita całej Ameryki i Kanady (zm. 2022)
- 2 lutego:
  - Zbigniew Adrjański, polski dziennikarz, literat, autor scenariuszy estradowych, widowisk i tekstów piosenek (zm. 2017)
  - Franz Kamphaus, niemiecki duchowny katolicki (zm. 2024)
  - Hans Eberhard Mayer, niemiecki mediewista (zm. 2023)
  - Abd ar-Ra’uf al-Kasm, syryjski polityk
- 3 lutego:
  - Jerzy Bilip, polski polityk (zm. 2022)
  - Flavio Carraro, włoski duchowny katolicki (zm. 2022)
  - Lieselotte Seibel-Emmerling, niemiecka nauczycielka, działaczka samorządowa, polityk
- 4 lutego:
  - Robert Coover, amerykański pisarz (zm. 2024)
  - Povilas Jakučionis, poseł na Sejm litewski, przewodniczący Litewskiego Związku Więźniów Politycznych i Zesłańców (zm. 2022)
- 5 lutego:
  - Shankha Ghosh, indyjski poeta i krytyk (zm. 2021)
  - Cesare Maldini, włoski piłkarz (zm. 2016)
  - Veronique Peck, francusko-amerykańska dziennikarka, filantropka i mecenat sztuki (zm. 2012)
  - Apolonia Skakowska, polska poetka
- 6 lutego – François Truffaut, francuski reżyser filmowy (zm. 1984)
- 7 lutego:
  - Hugon Lasecki, polski malarz, rysownik, pedagog
  - Jan Mycielski, polski matematyk, logik, filozof matematyki (zm. 2025)
  - Anton Schlembach, niemiecki duchowny katolicki, biskup Spiry (zm. 2020)
  - Alfred Worden, amerykański pułkownik lotnictwa, astronauta (zm. 2020)
- 8 lutego:
  - Raymond Boland, amerykański duchowny katolicki pochodzenia irlandzkiego, biskup Kansas City-Saint Joseph (zm. 2014)
  - Horst Eckel, niemiecki piłkarz (zm. 2021)
  - Angelo Vanzin, włoski wioślarz (zm. 2018)
  - John Williams, amerykański kompozytor, dyrygent, pianista
  - Stanisław Żak, polski literaturoznawca, polityk, senator RP
- 9 lutego:
  - Margot Marsman, holenderska pływaczka (zm. 2018)
  - Gerhard Richter, niemiecki artysta
  - Stanisław Waltoś, polski prawnik
- 10 lutego – Bogdan Czaykowski, polski poeta, krytyk literacki, tłumacz, profesor Uniwersytetu British Columbia (zm. 2007)
- 11 lutego:
  - Carlyle Glean, grenadyjski polityk, gubernator generalny, wykładowca akademicki (zm. 2021)
  - Dennis Skinner, brytyjski górnik i polityk
- 12 lutego:
  - Astrid, księżniczka norweska
  - Ireneusz Cieślak, polski pilot balonowy i szybowcowy (zm. 2017)
  - Bolesław Polak, polski dyplomata (zm. 2021)
  - Eulalia Szwajkowska, polska lekkoatletka, sprinterka (zm. 2009)
- 13 lutego – Anna Zawadzka, polska pedagog, profesor nauk humanistycznych (zm. 2020)
- 14 lutego:
  - Harriet Andersson, szwedzka aktorka
  - Tadeusz Kaźmierczak, polski entomolog
  - Alexander Kluge, niemiecki pisarz, reżyser, scenarzysta i producent filmowy
- 15 lutego – Jean-Pierre Schmitz, luksemburski kolarz (zm. 2017)
- 16 lutego:
  - Aharon Appelfeld, izraelski pisarz (zm. 2018)
  - Ryszard Bender, polski polityk (zm. 2016)
  - Denis Houf, belgijski piłkarz (zm. 2012)
  - Lucyna Szubel, polska poetka (zm. 2020)
- 17 lutego – Józef Cecuła, polski lekkoatleta, skoczek wzwyż (zm. 2019)
- 18 lutego:
  - Józef Baszak, polski ekonomista (zm. 2022)
  - Miloš Forman, czeski reżyser filmowy (zm. 2018)
  - Józef Gielniak, polski grafik (zm. 1972)
  - Tadeusz Kaczyński, polski muzykolog, krytyk muzyczny (zm. 1999)
  - Wiesław Paweł Szymański, polski pisarz, krytyk i historyk literatury (zm. 2017)
- 19 lutego:
  - Daniel Bekker, południowoafrykański bokser (zm. 2009)
  - Joseph Kerwin, amerykański komandor, astronauta
  - Aleksandra Kubicz, polska biochemik, profesor nauk biologicznych
- 20 lutego:
  - Anna Krepsztul, litewska malarka ludowa (zm. 2007)
  - Giulio Sanguineti, włoski duchowny katolicki, biskup Brescii
- 21 lutego – Andrzej Szozda, polski polityk, minister energetyki i energii atomowej (zm. 2020)
- 22 lutego:
  - Ted Kennedy, amerykański polityk, senator ze stanu Massachusetts (zm. 2009)
  - Anka Kowalska, polska poetka i prozaiczka (zm. 2008)
- 23 lutego – Andrzej Wituski, polski działacz społeczny i kulturalny, prezydent Poznania w latach 1982–1990
- 24 lutego:
  - Michel Legrand, francuski kompozytor teatralny i filmowy, dyrygent, aranżer, autor piosenek, pianista jazzowy (zm. 2019)
  - Zell Miller, amerykański polityk, senator ze stanu Georgia (zm. 2018)
- 25 lutego:
  - Tony Brooks, brytyjski kierowca wyścigowy (zm. 2022)
  - Andrzej Chodkowski, polski muzykolog
  - Anna Skrzetuska, polska łyżwiarka szybka (zm. 2020)
- 26 lutego:
  - Czesław Bessaga, polski matematyk (zm. 2021)
  - Johnny Cash, amerykański muzyk country (zm. 2003)
- 27 lutego:
  - Ernst Hinterseer, austriacki narciarz
  - Elizabeth Taylor, amerykańska aktorka (zm. 2011)
  - David Young, brytyjski polityk i przedsiębiorca (zm. 2022)
  - Roger Boutry, francuski kompozytor i dyrygent (zm. 2019)
- 28 lutego:
  - Wojciech Bajerowicz, polski nauczyciel (zm. 2017)
  - Don Francks, kanadyjski aktor, wokalista i muzyk jazzowy (zm. 2016)
  - Ryszard Otręba, polski artysta grafik
- 29 lutego:
  - Reri Grist, amerykańska śpiewaczka operowa
  - Janusz Stanny, polski grafik (zm. 2014)
  - Jan Dowgiałło, polski hydrogeolog (zm. 2019)
- 1 marca – Józef Fryźlewicz, polski aktor, poeta i dramatopisarz (zm. 2018)
- 2 marca:
  - Jan Berner, polski chirurg, samorządowiec, prezydent Pabianic (zm. 2020)
  - Aldona Gustas, niemiecka pisarka (zm. 2022)
  - Edward Polański, polski językoznawca (zm. 2024)
- 3 marca:
  - Marek Grot, polski dziennikarz (zm. 1994)
  - Józef Rajnisz, polski gimnastyk
- 4 marca:
  - Ryszard Kapuściński, polski pisarz i dziennikarz (zm. 2007)
  - Miriam Makeba, południowoafrykańska piosenkarka, znana także jako mama Afrika (zm. 2008)
- 6 marca:
  - Bronisław Geremek, polski polityk, uczony, minister spraw zagranicznych (zm. 2008)
  - Jan Jindra, czeski wioślarz, medalista olimpijski (zm. 2021)
- 7 marca:
  - Naum Prifti, albański pisarz (zm. 2023)
  - Stefan Sutkowski, polski muzykolog (zm. 2017)
- 8 marca – Rodolfo Quezada Toruño, gwatemalski duchowny katolicki, kardynał (zm. 2012)
- 9 marca – Heere Heeresma, holenderski pisarz i poeta (zm. 2011)
- 10 marca:
  - Józef Marek, polski duchowny katolicki, biskup pomocniczy wrocławski (zm. 1978)
  - Marilyn Yalom, amerykańska pisarka, historyczka i feministka (zm. 2019)
- 11 marca:
  - Nigel Lawson, brytyjski polityk (zm. 2023)
  - Ján Ondruš, słowacki poeta (zm. 2000)
- 12 marca:
  - Don Drummond, jamajski puzonista, kompozytor (zm. 1969)
  - Andrzej Gazdeczka, polski aktor (zm. 1995)
  - Bob Houbregs, kanadyjski koszykarz (zm. 2014)
  - Pierre Joliot, francuski biochemik
  - Tadeusz Paryjczak, polski chemik (zm. 2019)
  - Khieu Thirith, kambodżańska polityk (zm. 2015)
  - Andrew Young, amerykański polityk, kongresmen ze stanu Georgia
- 13 marca:
  - Andrzej Frydrychewicz, polski inżynier
  - Zbigniew Madej, polski polityk, wicepremier (zm. 2024)
  - Edward Szymkowiak, polski piłkarz, bramkarz (zm. 1990)
- 14 marca:
  - Miroslav Antić, serbski pisarz (zm. 1986)
  - Naina Jelcyna, żona Borysa Jelcyna
- 15 marca:
  - Augusto César Alves Ferreira da Silva, portugalski duchowny katolicki, biskup Portalegre-Castelo Branco
  - Alan Bean, amerykański astronauta (zm. 2018)
  - Jerzy Hoffman, polski reżyser
- 16 marca:
  - Walter Cunningham, amerykański astronauta (zm. 2023)
  - Kurt Diemberger, austriacki alpinista
- 17 marca:
  - Oleg Bakłanow, rosyjski inżynier i polityk (zm. 2021)
  - Ryszard Pracz, polski aktor
- 18 marca – John Updike, amerykański pisarz (zm. 2009)
- 19 marca – Władysław Bobowski, polski duchowny katolicki (zm. 2025)
- 20 marca:
  - Ryszard Kotys, polski aktor (zm. 2021)
  - Tetsuo Okamoto, brazylijski pływak pochodzenia japońskiego (zm. 2007)
  - Jürgen Warnke, niemiecki prawnik, polityk (zm. 2013)
- 21 marca:
  - Andrzej Bursa, polski poeta i prozaik (zm. 1957)
  - Walter Gilbert, amerykański fizyk, chemik, biolog, laureat Nagrody Nobla
- 23 marca:
  - Steve Mokone, południowoafrykański piłkarz (zm. 2015)
  - Andrzej Tomecki, polski aktor (zm. 2022)
- 24 marca – Lodewijk van den Berg, amerykanko-holenderski fizyk i astronauta (zm. 2022)
- 25 marca:
  - Bill Marriott, amerykański przedsiębiorca
  - Wiesław Myśliwski, polski pisarz
- 26 marca:
  - Anna Gorazd-Zawiślak, polska pisarka, publicystka (zm. 2015)
  - Marija Kuzniecowa, ukraińska lekkoatletka, kulomiotka
  - Marian Murawski, polski malarz, grafik, ilustrator (zm. 2022)
- 28 marca:
  - Tadeusz Bielicki, polski antropolog (zm. 2022)
  - Wes Cooley, amerykański polityk (zm. 2015)
  - Sven Lindqvist, szwedzki dziennikarz i pisarz (zm. 2019)
- 30 marca:
  - Anna Drzewicka, polska romanistka, profesor nauk humanistycznych (zm. 2018)
  - Giennadij Juchtin, rosyjski aktor (zm. 2022)
  - Zygmunt Wroński, polski górnik, działacz partyjny (zm. 2017)
- 31 marca:
  - John Jakes, amerykański pisarz (zm. 2023)
  - Nagisa Ōshima, japoński reżyser (zm. 2013)
- 1 kwietnia:
  - Tadeusz Hanusek, polski aktor i krytyk filmowy (zm. 2017)
  - Nuzhat Kacaw, izraelska politolog, polityk i działaczka społeczna (zm. 2022)
  - Debbie Reynolds, amerykańska aktorka, piosenkarka i tancerka (zm. 2016)
- 2 kwietnia:
  - Joanna Chmielewska, polska pisarka (zm. 2013)
  - Edward Egan, amerykański duchowny katolicki, kardynał (zm. 2015)
  - Aleksander Kolańczuk, polski historyk (zm. 2023)
- 3 kwietnia:
  - Irma Johansson, szwedzka biegaczka narciarska
  - Wojciech Sadley, polski artysta (zm. 2023)
  - Marian Spychała, polski źuźlowiec (zm. 2015)
- 4 kwietnia:
  - Antonio Baseotto, argentyński duchowny katolicki, ordynariusz polowy Argentyny (zm. 2025)
  - Clive Davis, amerykański producent muzyczny
  - Jerzy Gruza, polski reżyser telewizyjny i filmowy (zm. 2020)
  - Richard Lugar, amerykański polityk, senator ze stanu Indiana (zm. 2019)
  - Anthony Perkins, amerykański aktor filmowy i teatralny (zm. 1992)
  - Andriej Tarkowski, rosyjski reżyser filmowy i teatralny, scenarzysta i aktor (zm. 1986)
- 5 kwietnia – Bora Ćosić, serbski pisarz
- 6 kwietnia:
  - Dániel Magay, węgierski szablista
  - Carlos Rasch, niemiecki pisarz science fiction (zm. 2021)
- 7 kwietnia – Tadeusz Szelachowski, polski lekarz, polityk (zm. 2020)
- 8 kwietnia:
  - József Antall (młodszy) węgierski polityk (zm. 1993)
  - Tadeusz Malinowski, polski archeolog (zm. 2018)
  - Alexander James Quinn, amerykański duchowny katolicki (zm. 2013)
  - Jerzy Pawłowski, polski zoolog (zm. 2018)
  - Jean-Paul Rappeneau, francuski reżyser i scenarzysta filmowy
  - Alicja Strzelczyk-Brąszkiewicz, polska mikrobiolog, profesor nauk przyrodniczych (zm. 2020)
  - Kazimierz Szołoch, przywódca strajku w Stoczni Gdańskiej im. Lenina w Grudniu ’70 (zm. 2009)
- 9 kwietnia – Carl Perkins, amerykański piosenkarz i gitarzysta (zm. 1998)
- 10 kwietnia – Omar Sharif, egipski aktor, piosenkarz, scenarzysta i producent filmowy (zm. 2015)
- 11 kwietnia:
  - Teresa Górska-Żółtowska, polska psycholog, neurofizjolog, wykładowczyni akademicka (zm. 2019)
  - Joel Grey, amerykański aktor
  - Krystyna Spiegel, polska historyczka sztuki, muzeolożka (zm. 2020)
- 12 kwietnia:
  - Jonas Biržiškis, litewski inżynier, nauczyciel akademicki i polityk
  - Lakshman Kadirgamar, lankijski polityk, minister spraw zagranicznych (zm. 2005)
  - Jean-Pierre Marielle, francuski aktor (zm. 2019)
  - Tiny Tim, amerykański piosenkarz (zm. 1996)
- 13 kwietnia:
  - Dino Bruni, włoski kolarz
  - Zdeněk Pouzar, czeski botanik i mykolog (zm. 2023)
- 14 kwietnia:
  - Tadeusz Barczyk, polski działacz państwowy, wojewoda sieradzki (zm. 1984)
  - Atif Ubajd, egipski polityk (zm. 2014)
  - Loretta Lynn, amerykańska piosenkarka (zm. 2022)
- 17 kwietnia: 
  - Rolf Schneider, niemiecki i dramatopisarz i prozaik
  - Leon Leszek Szkutnik, polski filolog angielski (zm. 2025)
- 18 kwietnia – Lesław Skinder, polski dziennikarz sportowy (zm. 2020)
- 19 kwietnia:
  - Fernando Botero, kolumbijski malarz, rzeźbiarz, karykaturzysta (zm. 2023)
  - Władimir Gusiew, rosyjski polityk (zm. 2022)
- 20 kwietnia:
  - Jędrzej Bednarowicz, polski koszykarz
  - Józef Razowski, polski entomolog
- 21 kwietnia:
  - Łora Jakowlewa, rosyjska szachistka
  - Elaine May, amerykańska reżyserka
  - Angela Mortimer, brytyjska tenisistka
- 22 kwietnia:
  - Bronisława Horowitz-Karakulska, ocalona z Holocaustu przez Oskara Schindlera, siostra Ryszarda Horowitza
  - Miloš Mišković, profesor nauk geograficznych i kartografii z Bośni i Hercegowiny (zm. 2020)
  - Aino Pervik, estońska pisarka dla dzieci i tłumaczka (zm. 2025)
  - Jerzy Pomianowski, polski dziennikarz motoryzacyjny (zm. 2023)
  - Anthony Soter Fernandez, malezyjski duchowny katolicki, kardynał (zm. 2020)
- 23 kwietnia – Przemysław Górny, polski działacz antykomunistyczny (zm. 2022)
- 24 kwietnia: 
  - Wladimir Jengibarian, rosyjski bokser pochodzenia ormiańskiego, mistrz olimpijski (zm. 2013)
  - Sajan Singh, indyjski zapaśnik
- 25 kwietnia:
  - Alain Besançon, francuski politolog, sowietolog (zm. 2023)
  - Hanna Gucwińska, polska zootechnik (zm. 2023)
  - Nikołaj Kardaszow, rosyjski astrofizyk (zm. 2019)
- 26 kwietnia:
  - Tadeusz Bober, polski naukowiec
  - Shirley Cawley, brytyjska lekkoatletka, skoczkini w dal
  - Irmgard Egert, niemiecka lekkoatletka, sprinterka
  - Francis Lai, francuski kompozytor muzyki filmowej (zm. 2018)
  - Michael Smith, kanadyjski chemik pochodzenia brytyjskiego, laureat Nagrody Nobla (zm. 2000)
  - Birgitta Stenberg, szwedzka autorka, ilustratorka i tłumaczka (zm. 2014)
  - Stanisław Zahradnik, polski archiwista, historyk, bibliograf, bibliofil, działacz społeczny (zm. 2023)
  - Janusz Żarnowski, polski historyk, wykładowca akademicki (zm. 2019)
- 27 kwietnia:
  - Anouk Aimée, francuska aktorka (zm. 2024)
  - François Bayle, francuski kompozytor
  - Pik Botha, południowoafrykański polityk (zm. 2018)
  - Tadeusz Kaczorek, polski automatyk
  - Gian-Carlo Rota, amerykański matematyk i filozof pochodzenia włoskiego (zm. 1999)
- 28 kwietnia:
  - Witold Dobrołowicz, polski pedagog i psycholog
  - Marek Kopelent, czeski kompozytor (zm. 2023)
  - Wanda Warska, polska śpiewaczka jazzowa (wg niektórych źródeł urodziła się 28 kwietnia 1930) (zm. 2019)
- 29 kwietnia:
  - John Dougherty, amerykański duchowny katolicki (zm. 2022)
  - Janusz Krzymiński, polski poeta
  - Anna Staruch, polska nauczycielka, poseł na Sejm PRL (zm. 2019)
- 30 kwietnia – Antonio Tejero, hiszpański polityk
- 1 maja – Donald Kagan, amerykański wykładowca i analityk polityczny (zm. 2021)
- 2 maja:
  - Bruce Glover, amerykański aktor (zm. 2025)
  - Bogdan Loebl, polski poeta, prozaik i publicysta
- 4 maja – Janusz Woytoń, polski lekarz (zm. 2022)
- 5 maja – Mieczysław Krajewski, polski ekonomista, polityk (zm. 2010)
- 6 maja – Aleksandr Bielawski, rosyjski aktor (zm. 2012)
- 7 maja:
  - Alina Barszczewska-Krupa, polska historyk, wykładowczyni akademicka (zm. 2001)
  - Philippe Contamine, francuski historyk, mediewista (zm. 2022)
  - Pete Domenici, amerykański polityk pochodzenia włoskiego, senator ze stanu Nowy Meksyk (zm. 2017)
- 8 maja:
  - Krystyna Budnicka, polska działaczka społeczna
  - Phyllida Law, szkocka aktorka, matka Emmy Thompson
  - Sonny Liston, amerykański bokser, mistrz świata (zm. 1970)
  - Stanisław Niwiński, polski aktor (zm. 2002)
  - Jerzy Pogocki, polski muzyk
  - Teodor Szymanowski, polski prawnik (zm. 2021)
- 9 maja:
  - Andrzej Bianusz, polski poeta, prozaik, scenarzysta i polityk (zm. 2018)
  - Tadeusz Kukiz, polski lekarz, ojciec Pawła Kukiza (zm. 2015)
- 10 maja:
  - Alma Cogan, brytyjska wokalistka (zm. 1966)
  - Christiane Kubrick, niemiecka aktorka, tancerka i malarka
  - Aleksandra Poch, polska polityk, poseł na Sejm PRL (zm. 2014)
- 11 maja:
  - Valentino Garavani, włoski projektant mody
  - Tadeusz Paprocki, polski lekkoatleta (zm. 2025)
  - Mustafa Talas, syryjski wojskowy (zm. 2017)
  - Francisco Umbral, hiszpański powieściopisarz i publicysta (zm. 2007)
- 12 maja – Laura Wołowicka, polska anestezjolog, profesor (zm. 2018)
- 14 maja – Richard Estes, amerykański malarz
- 15 maja:
  - John Glen, brytyjski reżyser filmowy
  - Wojciech Szymański, polski archeolog, mediewista, wykładowca akademicki
- 16 maja – Antonio Rañola, filipiński duchowny katolicki, biskup pomocniczy Cebu
- 17 maja:
  - Rodric Braithwaite, brytyjski dyplomata oraz autor książek o tematyce historycznej
  - Miloslav Vlk, czeski duchowny katolicki (zm. 2017)
- 18 maja – Dean Tavoularis, amerykański scenograf filmowy
- 19 maja:
  - Bill Fitch, amerykański trener koszykówki (zm. 2022)
  - Elena Poniatowska, meksykańska pisarka i dziennikarka pochodzenia polskiego
- 20 maja – Andrzej Drawicz, polski historyk literatury polskiej i rosyjskiej (zm. 1997)
- 21 maja:
  - Marian Władysław Abramowicz, polski naukowiec (zm. 2025)
  - Patrick Cullinan, południowoafrykański pisarz i poeta (zm. 2011)
  - Zdzisław Pucek, polski kompozytor
- 22 maja:
  - Jan Burchart, polski profesor nauk przyrodniczych (zm. 2024)
  - Maria Mączyńska, polska łuczniczka
  - Robert Spitzer, amerykański psychiatra żydowskiego pochodzenia (zm. 2015)
- 23 maja:
  - Alicja Migulanka, polska aktorka (zm. 1990)
  - Dino Sani, brazylijski piłkarz
- 24 maja:
  - Sture Grahn, szwedzki biegacz narciarski (zm. 2024)
  - Arnold Wesker, brytyjski dramatopisarz (zm. 2016)
- 25 maja:
  - Roger Bowen, amerykański aktor (zm. 1996)
  - Michał Gałkiewicz, polski rzeźbiarz (zm. 2020)
  - K.C. Jones, amerykański koszykarz (zm. 2020)
- 26 maja – Luigi Mazzella, włoski prawnik i urzędnik państwowy
- 27 maja – Gennadij Szatkow, rosyjski bokser, mistrz olimpijski (zm. 2009)
- 29 maja:
  - Paul R. Ehrlich, amerykański biolog, demograf i pedagog
  - Richie Guerin, amerykański koszykarz
- 30 maja:
  - Tereliza Braun, polska działaczka społeczna (zm. 2023)
  - Janusz Buczkowski, polski artysta fotograf
  - Ray Cooney, angielski komediopisarz
  - Katarzyna Welsyng, polska siatkarka, koszykarka (zm. 2016)
- 31 maja: 
  - Jan Bagiński, polski duchowny katolicki (zm. 2019)
  - William Thoresson, szwedzki gimnastyk
- 1 czerwca – Wanda dos Santos, brazylijska lekkoatletka, płotkarka i skoczkini w dal (zm. 2025)
- 2 czerwca:
  - Bedros Kirkorow, bułgarski piosenkarz (zm. 2025)
  - Bogdan Walewski, polski dyplomata, szpieg amerykański (zm. przed 2018)
- 3 czerwca: 
  - Michael Elliott, brytyjski polityk i chemik
  - Sandro Gamba, włoski koszykarz
- 4 czerwca:
  - John Drew Barrymore, amerykański aktor, reżyser filmowy i telewizyjny (zm. 2004)
  - Marek Greniewski, polski matematyk i informatyk (zm. 2023)
  - Norbert Morciniec, polski filolog
  - Janusz Owczarek, polski polityk (zm. 2018)
  - Maurice Shadbolt, nowozelandzki pisarz (zm. 2004)
- 5 czerwca: 
  - Christy Brown, irlandzki malarz, pisarz i poeta (zm. 1981)
  - Czesław Górski, polski działacz partyjny i państwowy (zm. 1997)
- 6 czerwca:
  - Herman Hertzberger, holenderski architekt
  - Tamara Nowikowa, radziecka kolarka
  - David Scott, amerykański astronauta
- 7 czerwca – Ryszard Olszewski, polski koszykarz (zm. 2020)
- 8 czerwca – Krystyna Miłobędzka, polska poetka i dramaturg (zm. 2025)
- 9 czerwca: 
  - Zofia Hilczer-Kurnatowska, polska archeolog (zm. 2013)
  - Ryszard Mańka, polski bokser (zm. 2017)
- 10 czerwca:
  - Aleksandra Dunin-Wąsowicz, polska archeolog, profesor (zm. 2015)
  - Philipp Jenninger, niemiecki polityk (zm. 2018)
  - Branko Lustig, chorwacki producent filmowy (zm. 2019)
- 11 czerwca – Stefan Borucz, polski kolarz (zm. 2020)
- 12 czerwca – Mimi Coertse, południowoafrykańska wokalistka
- 13 czerwca – Charles W. Misner, amerykański fizyk, wykładowca akademicki (zm. 2023)
- 14 czerwca:
  - Javier Echevarría Rodríguez, hiszpański duchowny katolicki, prałat Opus Dei (zm. 2016)
  - Miroslav Hroch, czeski historyk
  - Henri Schwery, szwajcarski duchowny katolicki, kardynał (zm. 2021)
- 15 czerwca:
  - Mario Cuomo, amerykański polityk (zm. 2015)
  - Aleksandra Jasińska-Kania, polska socjolog
  - Stanisław Witold Kowalczyk, polski duchowny katolicki
- 16 czerwca
  - Aviva Blum-Wachs, izraelska malarka pochodzenia polskiego
  - Elden Curtiss, amerykański duchowny katolicki, arcybiskup Omaha
- 17 czerwca: 
  - Peter Lupus, amerykański kulturysta i aktor
  - Juan Antonio Masso, hiszpański i australijski duchowny katolicki z Opus Dei (zm. 2003)
- 18 czerwca:
  - Jan Gałecki, polski duchowny katolicki, biskup (zm. 2021)
  - Dudley Robert Herschbach, amerykański chemik, laureat Nagrody Nobla
  - Sérgio Ricardo, brazylijski reżyser filmowy, muzyk i kompozytor (zm. 2020)
  - Witold Szymczyk, polski dziennikarz prasowy (zm. 2023)
- 19 czerwca:
  - Andrzej Baszkowski, polski poeta, tłumacz literatury rosyjskiej (zm. 2011)
  - Willy Lust, holenderska lekkoatletka
  - Marisa Pavan, włoska aktorka (zm. 2023)
  - Ernest Ranglin, jamajski gitarzysta i kompozytor
- 20 czerwca:
  - Altan Öymen, turecki dziennikarz, pisarz i polityk, deputowany i minister (zm. 2025)
  - Robiert Rożdiestwienski, rosyjski poeta (zm. 1994)
- 21 czerwca:
  - Friedrich Ostermann, niemiecki duchowny katolicki, biskup pomocniczy Münster (zm. 2018)
  - Lalo Schifrin, argentyński kompozytor, pianista, dyrygent pochodzenia żydowskiego (zm. 2025)
  - Jan Szmyd, polski historyk filozofii, religioznawca, etyk
- 22 czerwca – Prunella Scales, angielska aktorka
- 23 czerwca – Zbigniew Dworecki, polski historyk (zm. 2021)
- 24 czerwca – Margit Korondi, węgierska gimnastyczka (zm. 2022)
- 25 czerwca:
  - Peter Blake, brytyjski malarz pop-art
  - Janusz Szukszta, polski szachista
- 26 czerwca:
  - Wiesław Juszczak, polski historyk sztuki (zm. 2021)
  - Marguerite Pindling, bahamska polityk, gubernator generalna Bahamów
  - Wanda Szemplińska-Stupnicka, polska szybowniczka (zm. 2014)
- 27 czerwca:
  - Anna Moffo, amerykańska śpiewaczka operowa (sopran) (zm. 2006)
  - Magali Noël, francuska aktorka i piosenkarka (zm. 2015)
- 28 czerwca – Pat Morita, amerykański aktor (zm. 2005)
- 29 czerwca – Boutros Gemayel, libański duchowny maronicki, arcybiskup Cypru (zm. 2021)
- 30 czerwca – Mongo Beti, kameruński pisarz (zm. 2001)
- 1 lipca:
  - Adam Harasiewicz, polski pianista
  - Iñaki Mallona Txertudi, hiszpański duchowny katolicki, biskup Arecibo (zm. 2021)
- 3 lipca – Ryszard Kujawa, polski polityk, poseł na Sejm RP (zm. 2012)
- 4 lipca:
  - Andrzej Jedynak, polski polityk, minister przemysłu maszyn ciężkich i rolniczych, wicepremier (zm. 2024)
  - Zbigniew Paradowski, polski wioślarz
  - Bogdan Tuszyński, polski dziennikarz sportowy, sprawozdawca radiowy, historyk prasy i sportu (zm. 2017)
  - Aurèle Vandendriessche, belgijski lekkoatleta (zm. 2023)
- 5 lipca:
  - Gyula Horn, węgierski polityk (zm. 2013)
  - James Albert Murray, amerykański duchowny katolicki (zm. 2020)
  - Kazimiera Utrata, polska aktorka (zm. 2018)
- 6 lipca – Teresa Michałowska, polska historyk literatury
- 7 lipca:
  - Carlos de Cárdenas Plá, kubański żeglarz (zm. 1990)
  - Ólafur G. Einarsson, islandzki polityk (zm. 2023)
  - Eileen Lemass, irlandzka polityk i samorządowiec,
  - Tom Nissalke, amerykański koszykarz (zm. 2019)
- 9 lipca:
  - Anna Lehmann, polska nauczycielka, poseł na Sejm PRL (zm. 2023)
  - Andrzej Mirecki, polski aktor (zm. 2025)
  - Donald Rumsfeld, amerykański polityk, sekretarz obrony (zm. 2021)
  - Ahmad Fathi Surur, egipski prawnik, polityk i dyplomata (zm. 2024)
- 10 lipca:
  - Carlo Mario Abate, włoski kierowca wyścigowy (zm. 2019)
  - Neile Adams, filipińska aktorka, piosenkarka, tancerka
  - Adam Fergusson, brytyjski pisarz, dziennikarz, polityk
  - Manfred Preußger, niemiecki lekkoatleta, tyczkarz
  - Elias Saba, libański ekonomista i polityk (zm. 2023)
  - Tadeusz Strulak, polski dyplomata
- 11 lipca – Hans van Manen, holenderski tancerz baletowy i choreograf
- 12 lipca:
  - Sergio Caprari, włoski bokser (zm. 2015)
  - Otis Davis, amerykański lekkoatleta, sprinter (zm. 2024)
  - Monte Hellman, amerykański reżyser, montażysta i producent filmowy (zm. 2021)
- 13 lipca:
  - Bolesław Matusz, polski wojskowy, generał (zm. 2022)
  - Per Nørgård, duński kompozytor i teoretyk muzyki (zm. 2025)
  - Hubert Reeves, kanadyjski astrofizyk (zm. 2023)
  - Anna Soroko, polska działaczka samorządowa, poseł na Sejm PRL (zm. 2015)
- 14 lipca – Jadwiga Krawczyk-Halicka, polska malarka, graficzka (zm. 2024)
- 16 lipca:
  - James Moynihan, amerykański duchowny katolicki (zm. 2017)
  - Oleg Protopopow, rosyjski łyżwiarz (zm. 2023)
- 17 lipca:
  - Enrique Guedes, kubański strzelec
  - Uri Huppert, izraelsko-polski prawnik (zm. 2023)
  - Wojciech Kilar, polski kompozytor (zm. 2013)
  - Bobby Leonard, amerykański koszykarz oraz trener koszykarski (zm. 2021)
  - Quino, argentyński rysownik (zm. 2020)
  - Ângelo Domingos Salvador, brazylijski duchowny katolicki, biskup pomocniczy São Salvador da Bahia, biskup Cachoeira do Sul i Uruguaiana (zm. 2022)
- 18 lipca:
  - Armando Dini, włoski duchowny katolicki
  - Jewgienij Jewtuszenko, rosyjski poeta, reżyser i scenarzysta filmowy (zm. 2017)
  - Ákos Kertész, węgierski pisarz, dramaturg i scenarzysta (zm. 2022)
- 19 lipca:
  - Erró, islandzki malarz
  - Szilárd Keresztes, węgierski duchowny katolicki rytu bizantyjskiego, biskup Hajdúdorogu i głowa Kościoła katolickiego obrządku bizantyjsko-węgierskiego oraz egzarcha apostolski Miszkolca (zm. 2025)
  - Krystyna Ungeheuer-Mietelska, polska tancerka (zm. 2024)
- 20 lipca:
  - Ryszard Bojar, polski artysta plastyk (zm. 2017)
  - Ove Verner Hansen, duński aktor (zm. 2016)
  - Bronisław Maciaszczyk, polski działacz konspiracyjny
  - Otto Schily, niemiecki polityk
- 21 lipca:
  - Eero Aarnio, fiński dekorator i projektant
  - Michele Jamiolkowski, włoski inżynier budowlany, geotechnik (zm. 2023)
- 22 lipca:
  - Óscar de la Renta, dominikański projektant mody (zm. 2014)
  - Tom Robbins, amerykański pisarz (zm. 2025)
- 23 lipca – Czesław Budzyński, polski poeta, powieściopisarz, dyplomata (zm. 2010)
- 24 lipca – Janusz Morkowski, polski fizyk (zm. 2022)
- 25 lipca: 
  - Luigi Berlinguer, włoski polityk (zm. 2023)
  - Charles Handy, irlandzki teoretyk zarządzania (zm. 2024)
- 26 lipca:
  - Anna Kamieńska-Łapińska, polska rzeźbiarka, scenarzystka filmów animowanych (zm. 2007)
  - James Stafford, amerykański duchowny katolicki, kardynał
- 27 lipca:
  - Beverly Byron, amerykańska polityk (zm. 2025)
  - Damir Kalogjera, chorwacki językoznawca, wykładowca akademicki (zm. 2023)
- 28 lipca:
  - Natalie Babbitt(inne języki), amerykańska pisarka i ilustratorka (zm. 2016)
  - Jayme Henrique Chemello, brazylijski duchowny katolicki, biskup Pelotas
- 29 lipca:
  - Max Bolkart, niemiecki skoczek narciarski (zm. 2025)
  - Mike Hodges, brytyjski reżyser i scenarzysta filmowy (zm. 2022)
  - Nancy Landon Kassebaum, amerykańska polityk, senator ze stanu Kansas
  - Luigi Snozzi, szwajcarski architekt (zm. 2020)
  - Jerzy Żydkiewicz, polski aktor (zm. 2019)
- 30 lipca:
  - Edd Byrnes, amerykański aktor (zm. 2020)
  - Anna Kędzierska, polska polityk, minister handlu wewnętrznego i usług (zm. 2020)
  - John Tresidder, australijski kolarz torowy i szosowy
- 31 lipca: 
  - Pelle Petterson, szwedzki żeglarz i projektant jachtów
  - John Searle, amerykański filozof, językoznawca
- 1 sierpnia – Ladislav Trojan, czeski aktor (zm. 2022)
- 2 sierpnia:
  - Elijjahu Ben Elisar, izraelski historyk, dyplomata i polityk, pierwszy ambasador Izraela w krajach arabskich (zm. 2000)
  - Lamar Hunt, amerykański przemysłowiec, promotor sportu (zm. 2006)
  - Hjördis Nordin, szwedzka gimnastyczka
  - Peter O’Toole, irlandzki aktor (zm. 2013)
  - Gerard Zalewski, polski reżyser filmowy (zm. 2011)
- 3 sierpnia:
  - Anatolij Gawriłow, ukraiński operator filmów animowanych (zm. 2021)
  - Krystyna Łubieńska, polska aktorka (zm. 2023)
  - Zdzisław Tarkowski, polski polityk, poseł na Sejm PRL (zm. 2021)
- 4 sierpnia:
  - Frances E. Allen, amerykańska informatyczka (zm. 2020)
  - Hubert Barbier, francuski duchowny katolicki, biskup Annecy, arcybiskup Bourges
  - Ryszard Gryglewski, polski lekarz (zm. 2023)
  - Irena Starzyńska, polska lekkoatletka, oszczepniczka (zm. 2017)
  - Maciej Żurkowski, polski uczony (zm. 2024)
- 5 sierpnia:
  - Albina Barańska, polska dekorator wnętrz, scenograf i kostiumograf filmowa (zm. 2018)
  - Krystyna Falińska, polska uczona
- 6 sierpnia:
  - Michael Deeley, brytyjski producent filmowy
  - Howard Hodgkin, brytyjski malarz (zm. 2017)
- 7 sierpnia:
  - Maria Berny, polska polityk (zm. 2021)
  - Abebe Bikila, etiopski lekkoatleta, długodystansowiec (zm. 1973)
  - Tadeusz Drążkowski, polski kolarz (zm. 2000)
- 8 sierpnia:
  - Andrzej Ehrenfeucht, amerykański matematyk pochodzenia polskiego
  - Czesław Lasota, polski aktor (zm. 2021)
  - Alfons Nossol, polski duchowny katolicki, biskup opolski, arcybiskup ad personam
- 9 sierpnia – Victor Vroom, kanadyjski psycholog, wykładowca akademicki (zm. 2023)
- 10 sierpnia:
  - Kenneth W. Dam, amerykański prawnik (zm. 2022)
  - Alexander Goehr, brytyjski kompozytor (zm. 2024)
  - Rui Knopfli, mozambicki poeta (zm. 1997)
  - Murray Melvin, brytyjski aktor (zm. 2023)
  - Vladimír Páral, czeski pisarz
  - Gaudencio Rosales, filipiński duchowny katolicki, arcybiskup Manili, kardynał
- 11 sierpnia:
  - Fernando Arrabal, hiszpański pisarz, dramaturg, poeta
  - Peter Eisenman, amerykański architekt
  - Józefa Masaczyńska, polska piłkarka ręczna, koszykarka i siatkarka (zm. 2019)
- 12 sierpnia:
  - Sirikit Kitiyakara, królowa Tajlandii
  - Siergiej Słonimski, rosyjski kompozytor (zm. 2020)
- 13 sierpnia – Andrzej Pietsch, polski grafik, taternik i alpinista (zm. 2010)
- 15 sierpnia – Józef Wiesław Zięba, polski poeta i prozaik (zm. 2022)
- 17 sierpnia:
  - Barbara Hoff, polska projektantka mody
  - V.S. Naipaul, brytyjski prozaik i eseista, laureat Nagrody Nobla (zm. 2018)
  - Jean-Jacques Sempé, francuski rysownik (zm. 2022)
- 18 sierpnia:
  - István Kausz, węgierski szermierz (zm. 2020)
  - Luc Montagnier, francuski wirusolog, laureat Nagrody Nobla (zm. 2022)
- 19 sierpnia:
  - Alina Kowalska, polska językoznawczyni, profesor nauk humanistycznych (zm. 2001)
  - Kazimiera Szark, polska nauczycielka, działaczka społeczna i polityk
- 20 sierpnia:
  - Wasilij Aksionow, rosyjsko-amerykański pisarz (zm. 2009)
  - Vladimír Hubáček, czeski kierowca wyścigowy i rajdowy (zm. 2021)
  - Januário Machaze Nhangumbe, mozambicki duchowny katolicki, biskup Pemby
- 21 sierpnia:
  - Tadeusz Kłak, polski eseista
  - Melvin Van Peebles, amerykański producent filmowy, dramaturg (zm. 2021)
  - Joanna Srebro, polska malarka (zm. 2006)
  - Kurt Stettler, szwajcarski piłkarz (zm. 2020)
  - Henryk Szafrański, polski generał (zm. 2020)
- 22 sierpnia:
  - Gerald Carr, amerykański pilot wojskowy, inżynier, astronauta (zm. 2020)
  - Sergiusz Mikulicz, polski historyk
  - Jutta Neumann, niemiecka lekkoatleta, oszczepniczka
- 24 sierpnia:
  - Antoni Gucwiński, polski weterynarz, zootechnik i dziennikarz (zm. 2021)
  - Cormac Murphy-O’Connor, angielski duchowny katolicki, kardynał (zm. 2017)
  - William Morgan Sheppard, brytyjski aktor (zm. 2019)
- 25 sierpnia – Natalja Donczenko, rosyjska łyżwiarka (zm. 2022)
- 26 sierpnia:
  - Asgeir Dølplads, norweski skoczek narciarski (zm. 2023)
  - Joe Engle, amerykański astronauta (zm. 2024)
- 28 sierpnia:
  - Jakir Aharonow, izraelski fizyk
  - Leo Franciosi, sanmaryński strzelec
  - Maria Golimowska, polska koszykarka
  - Wiesław Piątkowski, polski polityk, ekonomista, poseł na Sejm RP
- 30 sierpnia – Sigrun Krokvik, norweska pisarka (zm. 2007)
- 1 września – Derog Gioura, naurański polityk (zm. 2008)
- 2 września:
  - Elise Boot, holenderska nauczycielka, polityk, eurodeputowana (zm. 2023)
  - Anna Ólafsdóttir, islandzka pływaczka (zm. 2013)
- 3 września:
  - Eileen Brennan, amerykańska aktorka (zm. 2013)
  - Stanisław Michalski, polski aktor (zm. 2011)
  - Gerry Neugebauer, amerykański fizyk i astronom (zm. 2014)
  - Ivan Urbanovič, słowacki taternik, alpinista, przewodnik tatrzański, ratownik górski i fotograf
- 4 września:
  - Carlos Romero Barceló, portorykański polityk i adwokat, gubernator Portoryko (zm. 2021)
  - Wanda Majerówna, polska aktorka
  - Zdzisław Szymborski, polski aktor
- 5 września:
  - Carol Lawrence, amerykańska aktorka
  - Simon Achidi Achu, kameruński polityk, premier Kamerunu (zm. 2021)
- 6 września – Frank Stronach, austriacki i kanadyjski przedsiębiorca i polityk
- 7 września:
  - Malcolm Bradbury, angielski powieściopisarz, krytyk literacki i teoretyk literatury (zm. 2000)
  - George Ellis, brytyjski lekkoatleta, sprinter (zm. 2023)
  - Marian Pokropek, polski etnograf, wykładowca akademicki (zm. 2023)
- 8 września – Patsy Cline, amerykańska piosenkarka muzyki country i pop (zm. 1963)
- 9 września:
  - Vytautas Bubnys, litewski pisarz, dramaturg, eseista (zm. 2021)
  - Jerzy Morawski, polski muzykolog (zm. 2023)
- 10 września:
  - Bo Goldman, amerykański scenarzysta (zm. 2023)
  - Andrzej Licis, polski tenisista (zm. 2019)
  - Zbigniew Szczurek, polski prawnik (zm. 2023)
- 11 września:
  - Jerzy Afanasjew, polski pisarz, poeta i reżyser (zm. 1991)
  - Sonny Callahan, amerykański polityk (zm. 2021)
  - Halina Chmielewska, polska reżyserka i scenarzystka filmowa (zm. 2018)
  - Gavril Dejeu, rumuński prawnik i polityk
  - Klara Knapik, polska szachistka (zm. 2009)
  - Irena Landau, polska pisarka
  - Wacław Trutwin, polski profesor nauk technicznych
- 12 września:
  - Carmelo Ferraro, włoski duchowny katolicki
  - Carles Soler Perdigó, hiszpański duchowny katolicki, biskup Girony (zm. 2023)
  - Tadeusz Wrzaszczyk, polski inżynier i polityk (zm. 2002)
- 13 września:
  - Bronius Kutavičius, litewski kompozytor (zm. 2021)
  - Pedro Rubiano Sáenz, kolumbijski duchowny katolicki, kardynał (zm. 2024)
- 14 września – Josh Culbreath, amerykański lekkoatleta (zm. 2021)
- 15 września:
  - Ann Bannon, amerykańska pisarka
  - Danilo Poggiolini, włoski lekarz, polityk
- 16 września: 
  - George Chakiris, amerykański aktor i tancerz
  - Anna Martuszewska, polska literaturoznawczyni, profesor nauk humanistycznych
- 17 września:
  - Gerardo González, kolumbijski strzelec sportowy
  - Robert B. Parker, amerykański pisarz powieści kryminalnych (zm. 2010)
- 18 września:
  - Luis Ayala, chilijski tenisista (zm. 2024)
  - Hisashi Owada, japoński prawnik, dyplomata, sędzia Międzynarodowego Trybunału Sprawiedliwości
  - Stanisław Padewski, polski duchowny katolicki, kapucyn, biskup pomocniczy kamieniecki, biskup pomocniczy lwowski, biskup charkowsko-zaporoski (zm. 2017)
  - Zdzisław Romanowski, polski prozaik (zm. 2015)
  - Nikołaj Rukawisznikow, radziecki kosmonauta (zm. 2002)
- 19 września:
  - Bertrand Blanchet, kanadyjski duchowny katolicki, arcybiskup Rimouski
  - Adam Chruszczewski, polski historyk, wykładowca akademicki (zm. 2019)
- 20 września:
  - Barbro Arfwidsson, szwedzka curlerka
  - Jean-Marie Londeix, francuski saksofonista (zm. 2025)
- 21 września:
  - Shirley Conran, brytyjska pisarka (zm. 2024)
  - Bolesław Kapitan, polski działacz polityczny i sportowy
  - Mickey Kuhn, amerykański aktor (zm. 2022)
  - Melvin R. Novick, amerykański statystyk (zm. 1986)
- 22 września:
  - Algirdas Brazauskas, litewski polityk, prezydent Litwy (zm. 2010)
  - Ingemar Johansson, szwedzki bokser, mistrz świata (zm. 2009)
- 23 września:
  - Helena Amiradżibi-Stawińska, polska scenarzystka i reżyserka (zm. 2017)
  - Halina Gabor, polska lekkoatletka, biegaczka
  - Georg Keßler, niemiecki trener piłkarski
- 24 września:
  - Anthony Milone, amerykański duchowny katolicki (zm. 2018)
  - Anna Stańczykowska, polska hydrobiolog, profesor nauk przyrodniczych (zm. 2021)
- 25 września:
  - Glenn Gould, kanadyjski kompozytor i pianista (zm. 1982)
  - Terry Medwin, walijski piłkarz (zm. 2024)
  - Adolfo Suárez, hiszpański polityk (zm. 2014)
  - Bronisław Waligóra, polski piłkarz
- 26 września:
  - Kazimierz Błasiński, polski wioślarz (zm. 2007)
  - Karl Heinz Bohrer, niemiecki literaturoznawca, krytyk literacki, myśliciel i publicysta (zm. 2021)
  - Donna Douglas, amerykańska aktorka (zm. 2015)
  - Wacław Kasprzak, polski mechanik
  - Giacomo Manzoni, włoski kompozytor
  - Manmohan Singh, indyjski polityk, premier Indii (zm. 2024)
  - Władimir Wojnowicz, rosyjski prozaik, poeta i malarz (zm. 2018)
- 27 września:
  - Lucjan Kaszycki, polski kompozytor (zm. 2021)
  - Oliver Williamson, amerykański ekonomista (zm. 2020)
- 28 września – Marian Rissmann, polski inżynier, prezydent Torunia (zm. 1985)
- 29 września:
  - Robert Benton, amerykański scenarzysta i reżyser (zm. 2025)
  - Michał Pawlicki, polski aktor (zm. 2000)
  - Rainer Weiss, fizyk amerykański żydowsko-niemieckiego pochodzenia
- 30 września:
  - Shintarō Ishihara, japoński polityk i pisarz (zm. 2022)
  - Henryk Ratajczak, polski chemik
- 1 października – Marian Machowski, polski piłkarz (zm. 2022)
- 2 października:
  - Maury Wills, amerykański baseballista (zm. 2022)
  - Witold Wincenty Lisowski, polski powstaniec
- 4 października:
  - Étienne Davignon, belgijski dyplomata, polityk, eurokomisarz
  - Stan Dragoti, amerykański reżyser filmowy pochodzenia albańskiego (zm. 2018)
  - Felicia Farr, amerykańska aktorka, modelka
- 5 października:
  - Daniel Ange, francuski duchowny katolicki, pisarz
  - Neal Ascherson, szkocki dziennikarz, pisarz
- 6 października – Danuta Balicka, polska aktorka (zm. 2020)
- 7 października:
  - Boulos Nassif Borkhoche, libański duchowny melchicki (zm. 2021)
  - Elly Lieber, austriacka saneczkarka (zm. 2020)
  - Predrag Matvejević, chorwacki pisarz, eseista, krytyk literacki (zm. 2017)
- 8 października:
  - Abieł Aganbiegian. rosyjski ekonomista
  - Kenneth Appel, amerykański matematyk (zm. 2013)
  - Ray Reardon, walijski snookerzysta, sześciokrotny mistrz świata (zm. 2024)
- 9 października – Gene LeBell, amerykański judoka, wrestler oraz kaskader filmowy (zm. 2022)
- 10 października – Dimityr Inkjow, bułgarski pisarz (zm. 2006)
- 11 października: 
  - Richard Lugner, austriacki przedsiębiorca (zm. 2024)
  - Dana Scott, amerykański informatyk
- 12 października:
  - Edwin Jacob Garn, amerykański astronauta, polityk, senator ze stanu Utah
  - Witold Kriejer, rosyjski lekkoatleta, trójskoczek, medalista olimpijski (zm. 2020)
  - Yūichirō Miura, japoński himalaista
  - Alicja Wahl, polska malarka, rysowniczka (zm. 2020)
  - Bożena Wahl, polska malarka, działaczka społeczna (zm. 2025)
- 13 października:
  - John Griggs Thompson, amerykański matematyk
  - Heinrich Janssen, niemiecki duchowny katolicki, biskup pomocniczy Münster (zm. 2021)
  - Dušan Makavejev, serbski reżyser i scenarzysta filmowy (zm. 2019)
  - Lars Olsson, szwedzki biegacz narciarski
- 14 października – Joseph Symons, amerykański duchowny katolicki
- 16 października:
  - Guðbergur Bergsson, islandzki pisarz (zm. 2023)
  - Marian Jaskuła, polski ekonomista (zm. 2021)
  - Karol Śliwka, polski grafik (zm. 2018)
- 17 października:
  - Rudolf Smend, niemiecki teolog ewangelicki, wykładowca akademicki
  - C.K. Stead, nowozelandzki prozaik, poeta, eseista, krytyk literacki
- 18 października:
  - Vytautas Landsbergis, litewski polityk
  - Leopold Rutowicz, polski polityk, poseł do Parlamentu Europejskiego
- 19 października: 
  - Jan Szuba, polski duchowny rzymskokatolicki
  - Diosdado Talamayan, filipiński duchowny katolicki, arcybiskup Tuguegarao
- 20 października:
  - Janina Baster-Sors, polska pianistka, pedagog
  - Alicja Irena Breymeyer, polska ekolog, profesor nauk przyrodniczych (zm. 2015)
  - William Christopher, amerykański aktor (zm. 2016)
  - Zbigniew Harbuz, historyk Ziemi Łobeskiej, dokumentalista, kolekcjoner i miłośnik turystyki (zm. 2024)
  - Michael McClure, amerykański poeta, prozaik, dramaturg, autor tekstów piosenek (zm. 2020)
- 21 października:
  - Zofia Chechlińska, polska muzykolog
  - Bent Hansen, duński kolarz
- 22 października:
  - Gordon Jago, angielski piłkarz (zm. 2025)
  - Tadeusz Kraus, czechosłowacki piłkarz pochodzenia polskiego (zm. 2018)
  - Aleksandra Okopień-Sławińska, polska uczona
  - Norman Sheil, brytyjski kolarz torowy i szosowy (zm. 2018)
- 23 października:
  - Wasilij Biełow, radziecki i rosyjski pisarz (zm. 2012)
  - René Piquet, francuski polityk
- 24 października:
  - Pierre-Gilles de Gennes, francuski fizyk, laureat Nagrody Nobla (zm. 2007)
  - Robert Mundell, kanadyjski ekonomista, laureat Nagrody Nobla (zm. 2021)
  - Allan Rogers, brytyjski polityk (zm. 2023)
- 25 października:
  - Jerzy Pawłowski, polski szermierz, pięciokrotny medalista igrzysk olimpijskich (zm. 2005)
  - Theodor Pištěk, czeski kostiumograf
  - Witold Fokin, ukraiński polityk, premier Ukrainy (zm. 2025)
- 26 października – Franco Cavallo, włoski żeglarz sportowy (zm. 2022)
- 27 października:
  - Harry Gregg, północnoirlandzki piłkarz (zm. 2020)
  - Sylvia Plath, amerykańska poetka (zm. 1963)
- 28 października:
  - Gerhart Baum, niemiecki polityk (zm. 2025)
  - Wołodymyr Iwaszko, radziecki działacz partyjny i państwowy, p.o. sekretarza generalnego KC KPZR (zm. 1994)
  - Eugeniusz Rudnik, polski kompozytor, inżynier elektronik, reżyser dźwięku, pionier muzyki elektronicznej i elektroakustycznej w Polsce (zm. 2016)
- 29 października:
  - Charlotte Knobloch, niemiecka działaczka
  - Alicja Perz-Szletyńska, polska podporucznik Wojska Polskiego (zm. 2015)
  - Alex Soler-Roig, hiszpański kierowca Formuły 1
- 31 października – Katherine Paterson, amerykańska pisarka
- 1 listopada:
  - Francis Arinze, nigeryjski duchowny katolicki, kardynał
  - Edgar Reitz, niemiecki reżyser, scenarzysta, operator i producent filmowy i telewizyjny
- 2 listopada:
  - Henri Namphy, haitański wojskowy, generał, polityk (zm. 2018)
  - Sława Przybylska, polska piosenkarka
- 3 listopada:
  - Guillaume Bieganski, francuski piłkarz pochodzenia polskiego (zm. 2016)
  - John McNally, irlandzki bokser, medalista olimpijski (zm. 2022)
  - Albert Reynolds, irlandzki polityk (zm. 2014)
- 4 listopada:
  - Marian Gapiński, polski botanik (zm. 2021)
  - Thomas Klestil, austriacki polityk, prezydent Austrii (zm. 2004)
- 5 listopada – Ernst Oberaigner, austriacki narciarz alpejski (zm. 2023)
- 6 listopada – François Englert, belgijski fizyk, laureat Nagrody Nobla
- 7 listopada – Vladimir Volkoff, francuski pisarz (zm. 2005)
- 8 listopada:
  - Stéphane Audran, francuska aktorka (zm. 2018)
  - Ugo Mifsud Bonnici, maltański polityk
  - Tadeusz Podwiński, polski nauczyciel i urzędnik państwowy
  - Ben Bova, amerykański pisarz science-fiction (zm. 2020)
- 9 listopada – Frank Selvy, amerykański koszykarz (zm. 2024)
- 10 listopada – Roy Scheider, amerykański aktor (zm. 2008)
- 12 listopada:
  - Stanisław Adamiak, polski rolnik, polityk, poseł na Sejm PRL
  - Anthony Pilla, amerykański duchowny katolicki, biskup Cleveland (zm. 2021)
  - Bazyli (Złatolinski), ukraiński biskup prawosławny (zm. 2022)
- 13 listopada:
  - Olga Connolly, czesko-amerykańska lekkoatletka, dyskobolka (zm. 2024)
  - Alicja Kępińska, polska historyk sztuki (zm. 2019)
  - Stanisław Nawracaj, polski fotograf
  - František Pitra, czeski polityk komunistyczny (zm. 2018)
- 14 listopada:
  - Zbigniew Gostomski, polski malarz (zm. 2017)
  - Tulio Manuel Chirivella Varela, wenezuelski arcybiskup katolicki (zm. 2021)
- 15 listopada:
  - Pierre Bernard, francuski piłkarz (zm. 2014)
  - Petula Clark, brytyjska piosenkarka, aktorka i kompozytorka
  - Chajjim Drukman, izraelski rabin, polityk (zm. 2022)
  - Clyde McPhatter, afroamerykański piosenkarz (zm. 1972)
  - Alvin Plantinga, amerykański filozof analityczny
- 16 listopada:
  - Fernando Sáenz Lacalle, hiszpański duchowny katolicki, arcybiskup San Salvador (zm. 2022)
  - József Torgyán, węgierski prawnik i polityk (zm. 2017)
- 17 listopada:
  - Adam Dyczkowski, polski duchowny katolicki (zm. 2021)
  - Kazimierz Wójcik, polski historyk filozofii
  - Jerzy Zych, polski generał (zm. 2016)
- 18 listopada:
  - Daniel Bargiełowski, polski aktor, reżyser (zm. 2016)
  - Robert Rauziński, polski ekonomista
- 19 listopada:
  - Witold Duński, polski dziennikarz (zm. 2025)
  - Eleanor Helin, amerykańska astronom (zm. 2009)
  - Barbara Nawratowicz, polska aktorka i dziennikarka (zm. 2024)
- 20 listopada:
  - Kim Suk-soo, południowokoreański prawnik
  - Colville Young, belizeński polityk, gubernator generalny Belize
  - James Hardy, australijski żeglarz sportowy, przedsiębiorca (zm. 2023)
- 21 listopada:
  - Beryl Bainbridge, angielska powieściopisarka (zm. 2010)
  - Pierre Molères, francuski duchowny katolicki, biskup Bajonny
  - Eugeniusz Stroiński, polski ekonomista
  - Arkadiusz Waloch, polski malarz
- 22 listopada:
  - Simone Langlois, francuska kompozytorka i piosenkarka
  - Günter Sawitzki, niemiecki piłkarz (zm. 2020)
  - Robert Vaughn, amerykański aktor (zm. 2016)
- 23 listopada:
  - Leon Gregory, australijski lekkoatleta, sprinter
  - Renato Raffaele Martino, włoski duchowny katolicki, kardynał (zm. 2024)
  - Bruno Visintin, włoski bokser (zm. 2015)
- 24 listopada:
  - Norbert Burger, niemiecki polityk, honorowy obywatel Katowic (zm. 2012)
  - Antoni Gąsiorowski, polski historyk
  - Anna Jókai, węgierska pisarka i nowelistka (zm. 2017)
  - Katalin Juhász, węgierska florecistka
- 25 listopada:
  - Marian Ejma-Multański, polski dyplomata (zm. 2024)
  - Takayo Fischer, amerykańska aktorka pochodzenia japońskiego
  - Franz Grave, niemiecki duchowny katolicki, biskup Essen (zm. 2022)
  - Maude Karlén, szwedzka gimnastyczka
- 26 listopada:
  - Hanna Buczyńska-Garewicz, polska filozof (zm. 2019)
  - Zbigniew Otremba, polski działacz społeczno-kulturalny
- 27 listopada:
  - Benigno Aquino, filipiński polityk (zm. 1983)
  - Marco Ferrari, włoski duchowny katolicki (zm. 2020)
  - Aleksandra Jachtoma, polska artystka plastyk
  - Stanisław Kuniajew, rosyjski poeta, publicysta
  - Anatolij Samocwietow, rosyjski lekkoatleta, młociarz (zm. 2014)
- 28 listopada:
  - Gato Barbieri, argentyński saksofonista i kompozytor (zm. 2016)
  - Telesfor Poźniak, polski slawista, historyk i badacz literatur wschodnio- i południowosłowiańskich (zm. 2019)
- 29 listopada:
  - Jacques Chirac, prezydent Francji (zm. 2019)
  - Edmund Skoczylas, polski rolnik i polityk (zm. 2017)
- 30 listopada – Fernando Mario Chávez Ruvalcaba, meksykański duchowny katolicki, biskup Zacatecas (zm. 2021)
- 1 grudnia:
  - Milunka Lazarević, serbska szachistka (zm. 2018)
  - Józef Użycki, polski generał (zm. 2022)
- 2 grudnia:
  - Eftimios Christodulu, grecki ekonomista, bankowiec, polityk
  - Alfred Hughes, amerykański duchowny katolicki, arcybiskup metropolita Nowego Orleanu
- 3 grudnia:
  - Corry Brokken, holenderska piosenkarka (zm. 2016)
  - Andrzej Osęka, polski publicysta i dziennikarz (zm. 2021)
  - Josef Rieder, austriacki narciarz (zm. 2019)
- 4 grudnia:
  - Tadeusz Biliński, polski polityk, inżynier i nauczyciel akademicki, poseł na Sejm IX, X, I, II i III kadencji
  - Franciszek Rosiński, polski duchowny katolicki (zm. 2023)
  - Roh Tae-woo, południowokoreański polityk (zm. 2021)
- 5 grudnia:
  - Fazu Alijewa, dagestańska pisarka narodowości awarskiej (zm. 2016)
  - Sheldon Lee Glashow, amerykański fizyk teoretyczny, laureat Nagrody Nobla
  - Ludwig Minelli, szwajcarski prawnik
  - Richard Wayne Penniman, amerykański piosenkarz, pianista, pastor (zm. 2020)
- 6 grudnia:
  - Zdzisław Rozbicki, polski generał (zm. 2020)
  - Julian Staniewski, polski poeta i prozaik (zm. 2020)
  - Mirosława Zakrzewska-Kotula, polska siatkarka, koszykarka, piłkarka ręczna (zm. 1985)
- 7 grudnia:
  - Agnieszka Bojanowska, polska montażystka filmowa (zm. 2019)
  - Ligia Borowczyk, polska aktorka i kompozytorka (zm. 2022)
  - Ellen Burstyn, amerykańska aktorka filmowa i teatralna
- 8 grudnia:
  - Grzegorz Białkowski, polski fizyk, poeta i filozof, profesor i rektor Uniwersytetu Warszawskiego, senator RP (zm. 1989)
  - Eugeniusz Cnotliwy, polski archeolog
  - Eusébio Scheid, brazylijski duchowny katolicki, kardynał (zm. 2021)
- 9 grudnia:
  - George Bass, amerykański archeolog (zm. 2011)
  - Donald Byrd, amerykański trębacz jazzowy (zm. 2013)
  - Andrzej Pukaczewski, polski artysta fotograf (zm. 2020)
- 10 grudnia – Ryszard Wrzos, polski piłkarz
- 11 grudnia:
  - Dariusz Fikus, polski dziennikarz, publicysta (zm. 1996)
  - Andrzej Kulig, polski patomorfolog
  - Witold Niedek, polski generał brygady
- 12 grudnia:
  - Rudolf Klimek, polski onkolog
  - Bob Pettit, amerykański koszykarz
  - Egon Richter(inne języki), niemiecki pisarz (zm. 2016)
- 13 grudnia:
  - Tatsuya Nakadai, japoński aktor
  - Francis Xavier Sudartanta Hadisumarta, indonezyjski duchowny katolicki, biskup Malang i Manokwari-Sorong (zm. 2022)
  - Jerzy Woźniak, polski inżynier metalurg, polityk i dyplomata (zm. 2023)
- 14 grudnia:
  - Abbe Lane, amerykańska aktorka i piosenkarka
  - Étienne Tshisekedi, kongijski polityk (zm. 2017)
- 15 grudnia – Ian Murray, brytyjski biskup katolicki (zm. 2016)
- 16 grudnia:
  - Chiang Pin-kung, tajwański polityk (zm. 2018)
  - Rodion Szczedrin, rosyjski kompozytor
  - Henry Taylor, brytyjski kierowca wyścigowy (zm. 2013)
- 17 grudnia:
  - Konrad Bayer, austriacki pisarz i poeta (zm. 1964)
  - Tinka Kurti, albańska aktorka
- 18 grudnia: 
  - Zdzisław Bombera, polski ekonomista (zm. 2022)
  - Jerzy Klimiński, polski technik budownictwa, ratownik górski i naczelnik TOPR
- 19 grudnia – Bernhard Vogel, niemiecki polityk (zm. 2025)
- 20 grudnia:
  - Sidonia Błasińska, polska aktorka (zm. 2012)
  - John Hillerman, amerykański aktor (zm. 2017)
- 21 grudnia:
  - John Robert Ringrose, brytyjski matematyk
  - Andrzej Szletyński, polski instruktor harcerski
- 23 grudnia – Ana-Maria Rizzuto, argentyńska psychoanalityk
- 24 grudnia:
  - Marshall Davidson Hatch, australijski botanik, fizjolog roślin
  - Ian Wachtmeister, szwedzki hrabia, przemysłowiec, polityk (zm. 2017)
  - Teresa Wojnowska, polska profesor agronom i nauczyciel akademicki
- 25 grudnia: 
  - Antoni Karaś, polski ekonomista, dyplomata i polityk
  - Michihiro Ozawa, japoński piłkarz
- 26 grudnia:
  - Maximilian Aichern, austriacki duchowny katolicki, biskup Linzu
  - Roald Sagdiejew, rosyjski fizyk
  - Štěpán Zavřel czeski ilustrator, malarz, filmowiec, twórca książek dla dzieci (zm. 1999)
- 28 grudnia:
  - Roy Hattersley, brytyjski polityk
  - Nichelle Nichols, amerykańska aktorka, piosenkarka (zm. 2022)
  - Manuel Puig, argentyński pisarz, autor powieści, sztuk teatralnych (zm. 1990)
- 30 grudnia – Paolo Villaggio, włoski aktor i pisarz (zm. 2017)
- 31 grudnia – Eugeniusz Zieliński, polski politolog, prawnik

## Zmarli
- 4 stycznia – Cəlil Məmmədquluzadə, azerski pisarz i publicysta (ur. 1866)
- 7 stycznia – André Maginot, francuski polityk, zaangażowany w budowę francuskich fortyfikacji (ur. 1877)
- 8 stycznia – Eurozja Fabris Barban, włoska tercjarka franciszkańska, błogosławiona katolicka (ur. 1866)
- 13 stycznia – J. Ernest Mangnall, angielski trener piłkarski (ur. 1860)
- 21 stycznia – Lytton Strachey, pisarz angielski i krytyk (ur. 1880)
- 3 lutego – László Jármay, węgierski lekarz, taternik, ratownik górski i działacz turystyczny (ur. 1850)
- 10 lutego – Edgar Wallace, pisarz angielski (ur. 1875)
- 16 lutego – Ferdinand Buisson, francuski pedagog i polityk, laureat pokojowej Nagrody Nobla (ur. 1841)
- 22 lutego – Henryk Ciemięga, polski poeta ludowy, działacz narodowy i społeczny (ur. 1878)[2]
- 2 marca – Aniela od Krzyża, hiszpańska zakonnica, święta katolicka (ur. 1846)
- 3 marca – Eugen d’Albert, kompozytor niemiecki (ur. 1864)
- 7 marca – Aristide Briand, socjalistyczny polityk francuski, wielokrotny premier Francji, laureat pokojowej Nagrody Nobla (ur. 1862)
- 14 marca – George Eastman, założyciel Eastman Kodak i wynalazca błony fotograficznej (ur. 1854)
- 24 marca – Frantz Reichel, francuski rugbysta, medalista olimpijski (ur. 1871)
- 29 marca – Jan Filak, polski urzędnik, działacz narodowy i społeczny (ur. 1884)[3][4]
- 4 kwietnia – Wilhelm Ostwald, niemiecki profesor chemii, laureat Nagrody Nobla (ur. 1853)
- 8 kwietnia – Leon Loria, polski prawnik, taternik, narciarz i podpułkownik lotnictwa (ur. 1883)
- 20 kwietnia – Giuseppe Peano, włoski matematyk (ur. 1858)
- 27 kwietnia – Hart Crane, poeta amerykański (ur. 1899)
- 3 maja – Charles Fort, amerykański pisarz i badacz zjawisk paranormalnych (ur. 1874)
- 7 maja – Paul Doumer, francuski publicysta i polityk, prezydent Francji (ur. 1857)
- 20 maja – Maria Crescencia Perez, zakonnica, błogosławiona katolicka (ur. 1897)
- 22 maja – Isabella Augusta Gregory, irlandzka dramatopisarka i specjalistka od folkloru (ur. 1852)
- 2 czerwca – Elise Rosalie Aun, estońska poetka, pisarka i tłumaczka (ur. 1863)
- 7 czerwca – Lajos Petrik, węgierski taternik, fotograf, chemik i profesor uniwersytecki (ur. 1851)
- 9 czerwca – Natalia Janotha, polska kompozytorka i pianistka (ur. 1856)
- 16 czerwca – Frederik van Eeden, holenderski psychiatra, pisarz i tłumacz (ur. 1860)
- 27 czerwca – Hagbart Steffens, norweski żeglarz, olimpijczyk (ur. 1874)
- 28 czerwca – Sibylle Gabrielle Riquetti de Mirabeau, francuska powieściopisarka (ur. 1849)
- 30 czerwca – Bruno Kastner, niemiecki aktor (ur. 1890)
- 2 lipca – Manuel II, król Portugalii (ur. 1889)
- 6 lipca:
  - Kenneth Grahame, brytyjski ekonomista i pisarz, pochodzenia szkockiego (ur. 1859)
  - Józef Weyssenhoff, polski powieściopisarz, poeta, krytyk literacki, wydawca (ur. 1860)
- 7 lipca – Karol Liviero, włoski biskup katolicki, błogosławiony (ur. 1866)
- 8 lipca – Aleksandr Grin (ros. Александр Грин), rosyjski pisarz pochodzenia polskiego (ur. 1880)
- 9 lipca – King Camp Gillette, Amerykanin, wynalazca maszynki do golenia (ur. 1855)
- 12 lipca – Tomáš Baťa, czeski przemysłowiec, założyciel przedsiębiorstwa Baťa (ur. 1876)
- 17 lipca – Theodor Rosetti, rumuński pisarz, dziennikarz, polityk, premier Rumunii (ur. 1837)
- 20 lipca – René Bazin, francuski pisarz (ur. 1853)
- 22 lipca:
  - John Meade Falkner, angielski pisarz i poeta (ur. 1858)
  - Errico Malatesta, założyciel ruchu anarchistycznego we Włoszech (ur. 1853)
- 25 lipca – Alberto Santos-Dumont, brazylijski pionier lotnictwa (ur. 1873)
- 2 sierpnia:
  - Aleksander Orłowski, polski muzyk i działacz plebiscytowy (ur. 1862)
  - Ignaz Seipel, ksiądz katolicki, kanclerz Austrii (ur. 1876)
- 11 sierpnia – Maksimilian Wołoszyn, rosyjski poeta, krytyk, tłumacz (ur. 1878)
- 18 sierpnia – Hans Zenker, niemiecki admirał, dowódca Reichsmarine (ur. 1870)
- 19 sierpnia – Johann Schober, polityk austriacki, kanclerz Austrii, pierwszy prezydent Interpolu (ur. 1874)
- 20 sierpnia:
  - Tadeusz Joteyko, polski kompozytor, dyrygent i pedagog (ur. 1872)
  - Paul Keller, niemiecki pisarz (ur. 1873)
- 26 sierpnia – Samuel Goldflam, polski internista i neurolog (ur. 1852)
- 29 sierpnia:
  - Sadayoshi Andō, japoński generał, gubernator generalny Tajwanu (ur. 1853)
  - Raymond Knister, kanadyjski poeta i prozaik (ur. 1899)
- 31 sierpnia – Mojsze Lejb Halpern, żydowski poeta (ur. 1886)
- 11 września:
  - Franciszek Żwirko, polski pilot wojskowy i sportowy (ur. 1895)
  - Stanisław Wigura, konstruktor i pilot lotnictwa (ur. 1901)
- 16 września:
  - Felicja Łączkowska, polska nauczycielka, działaczka społeczna i oświatowa, inicjatorka i współzałożycielka Muzeum Ziemi Kaliskiej (ur. 1859)
  - Ronald Ross, parazytolog i patolog angielski, laureat Nagrody Nobla (ur. 1857)
- 20 września – Wovoka, religijny przywódca Pajutów z Nevady, twórca Tańca Duchów (ur. ok. 1856)
- 3 października – Max Wolf, niemiecki astronom (ur. 1863)
- 5 października – Christopher Brennan, australijski poeta, teoretyk literatury (ur. 1870)
- 17 października – Emilie Lehmus, niemiecka lekarka, ginekolożka (ur. 1841)
- 23 października – Ahmad Szauki, egipski poeta i dramaturg (ur. 1868)
- 1 listopada – Tadeusz Makowski, polski malarz (ur. 1882)
- 9 listopada:
  - Nadieżda Alliłujewa, Rosjanka, druga żona Józefa Stalina (ur. 1901)
  - Rudolf Bauer, węgierski lekkoatleta, dyskobol (ur. 1879)
  - Basil Spalding de Garmendia, amerykański tenisista (ur. 1860)
- 4 grudnia:
  - Gustav Meyrink, austriacki pisarz i okultysta, autor powieści Golem (ur. 1868)
  - Ludwik Mieczkowski, polski aptekarz, polityk, samorządowiec, burmistrz Ostrowi Mazowieckiej (ur. 1866)
- 13 grudnia – Edward Treacher Collins, angielski chirurg i okulista (ur. 1862)
- 18 grudnia – Eduard Bernstein, ideolog niemieckiej socjaldemokracji, twórca rewizjonizmu w ruchu robotniczym (ur. 1850)
- 21 grudnia:
  - Karol Stryjeński, architekt, rzeźbiarz, działacz społeczny (ur. 1887)
  - William McCrum, irlandzki przedsiębiorca, piłkarz i działacz sportowy (ur. 1865)
- 25 grudnia – Aleksander Albrecht, polski oficer, samorządowiec, prezydent Płocka

## Zdarzenia astronomiczne
- 31 sierpnia – całkowite zaćmienie Słońca

## Nagrody Nobla
- z fizyki – Werner Heisenberg
- z chemii – Irving Langmuir
- z medycyny – Edgar Douglas Adrian, sir Charles Sherrington
- z literatury – John Galsworthy
- nagroda pokojowa – nagrody nie przyznano

## Święta ruchome
- Tłusty czwartek: 4 lutego
- Ostatki: 9 lutego
- Popielec: 10 lutego
- Niedziela Palmowa: 20 marca
- Pamiątka śmierci Jezusa Chrystusa: 20 marca
- Wielki Czwartek: 24 marca
- Wielki Piątek: 25 marca
- Wielka Sobota: 26 marca
- Wielkanoc: 27 marca
- Poniedziałek Wielkanocny: 28 marca
- Wniebowstąpienie Pańskie: 5 maja
- Zesłanie Ducha Świętego: 15 maja
- Boże Ciało: 26 maja